# 习近平
习近平（1953年6月15日—），籍贯陕西富平，祖籍河南邓州，生于北京，中国共产党、中华人民共和国政治人物，正国级领导人。其于2012年11月至今任中共中央总书记及中共中央军委主席，2013年3月至今任中华人民共和国主席及国家中央军委主席，是中国党、政、军自2012年至今以及第五代的最高领导人。
习近平在北京出生长大，是中华人民共和国开国元勋习仲勋与其第二任夫人齐心的长子，也是首位出生在中华人民共和国成立后的中共最高领导人。习近平在北京接受了小学、初中教育，1969年，因文化大革命对家庭带来的冲击而被迫中止学业，作为知识青年前往陕西省延安市延川县梁家河村参加劳动与工作，在此期间于1974年1月加入中国共产党，并在后期担任了梁家河的村党支部书记。1975年进入清华大学化工系就读，1979年毕业后先后任国务院办公厅及中央军委办公厅秘书。1982年，离京赴河北省正定县先后任县委副书记、书记，开始在地方任职。1985年赴福建省，先后在厦门市、宁德地区、福州市任职，1999年任福建省人民政府省长，成为正部级官员。2002年起，先后任中共浙江省委书记和中共上海市委书记。2007年10月，当选为中共中央政治局常委和中共中央书记处书记，并先后兼任或当选中共中央党校校长、国家副主席、党和国家中央军委副主席等职务。
2012年11月，在中共十八届一中全会当选为中共中央总书记和中共中央军委主席（2017、2022年获得连任），成为党和国家最高领导人至今。2013年3月当选为中国国家主席和国家中央军委主席（2018、2023年全票获得连任），是第一位連任三屆的國家主席，也是至今国家主席任期最長的領導人，任期已達12年。2016年10月，中共十八届六中全会确立了其领导核心的地位。
习近平是中国共产党第十五届中央候补委员，第十六至二十届中央委员，第十七至二十届中央政治局委员、常委，第十八至二十届中央委员会总书记及第九至十四届全国人大代表。
习近平第一任妻子是柯玲玲。现任妻子为中国女高音歌唱家彭丽媛，育有一女习明泽。

## 生平

### 早年经历
1953年6月15日，习近平出生于北京。当时他的父亲习仲勋已经官至中共中央宣传部部长和政务院文化教育委员会副主任。年幼时曾寄宿于北海幼儿园，逢年过节才回家。

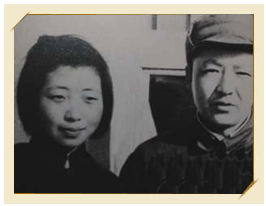
习近平母亲齐心与父亲习仲勋合影

1960年，入读北京市八一学校，同样在学校寄宿。据报道，习近平和姐姐、弟弟周末从八一学校回家都是乘公共汽车，习仲勋从不用自己的车接送孩子。
1962年，时任国务院副总理兼秘书长的习仲勋因牵涉“反党小说《刘志丹》案”而失去职位，且被监押到北京卫戍区。习家受到严重冲击并被抄家，因此习近平随母亲齐心迁居中共中央党校。1965年从北京市八一学校小学部毕业，同年9月入读八一初中部。
另有说法称习近平曾在北京101中学就读，在此期间，表露出对运动特别是足球的兴趣。

### 文革時期
1966年12月初，文化大革命爆发后不久，首都中学红卫兵联合行动委员会（简称联动）成立。但因當時父亲习仲勋被打倒，习近平被归类为“黑帮子弟”，並沒有很深地涉及联动的活動。後來，习近平被抓到中共中央党校集中觀察審查，并被送往少管所“黑帮”子弟学习班。1968年，北京八一学校被彻底解散，习近平被分到北京第二十五中学，并在此和聂卫平成为好友。根据其弟习远平回忆，1968年习近平因父亲问题的牵连，被有关部门多次关押审查，出来时，身体非常虚弱，全身都是虱子，随后去了陕西富平老家大姑家里休养，在大姑的悉心照料下才慢慢调养好。

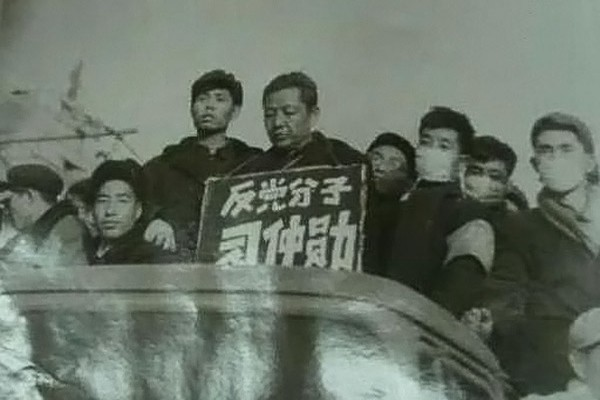
“文化大革命”中正遭受批斗的习仲勋。

1968年12月，中国共产党主席毛泽东发起上山下乡运动，习近平属于被号召之列。次年1月，其被下放到延安市延川县文安驛鎮公社梁家河大队插队。在广为流传的采访视频中，习近平回忆第一次到梁家河的经历说，自己初期很不适应当地生活，“别人下去天天上山干活”，年少的习“却很随意”，老百姓对他印象很不好，認為習近平是個遊手好閒、不愛勞動的浪子。習近平才待几个月后，便因受不了苦，偷回到北京，又被关进少管所“黑帮”子弟“学习班”，半年后被放出来，听从姨夫魏震五的建议又回到延川县安驿公社梁家河。在此期間，習近平接受贫下中农教育，自稱“挑200斤擔子，走十里山路不換肩”，二度回到了梁家河後，习近平很快成为一名壮劳力，並以苦幹、實幹的精神贏得了農民的認同。
1974年（一說1973年），习近平开始申请加入中国共产党。然而，因为父亲习仲勋的问题，习近平的入团申请与入党申请屡次被驳回，在递交十余次后才被批准。此后，因突出的表现和领导能力，习近平当选为梁家河大队的党支部书记。在任期间，他带领村民“整社（处理姓氏宗族之间的矛盾）”、修筑大坝、自学相关知识并修建了陕西省第一口沼氣池，这些举措为他在当地赢得良好口碑。梁家河村的相关遗迹也在习近平成为党和国家领导人后成为了旅游景点和党员教育基地。出任总书记后，习近平曾于2015年初携夫人彭丽媛回到梁家河村考察，并自费为当地群众置办了部分年货。

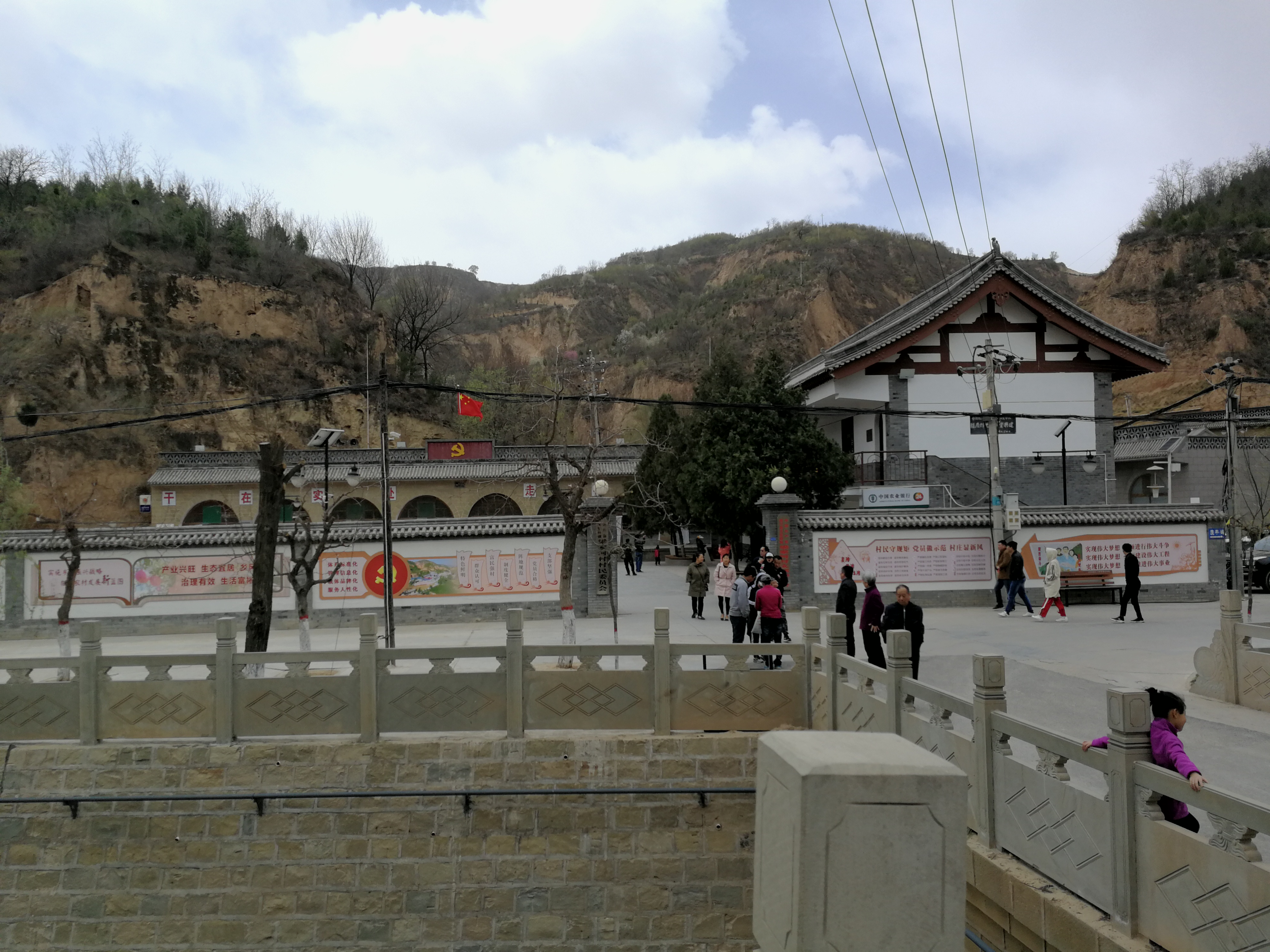
习近平曾长期居住、劳动过的梁家河村，位于陕西省延安市延川县。

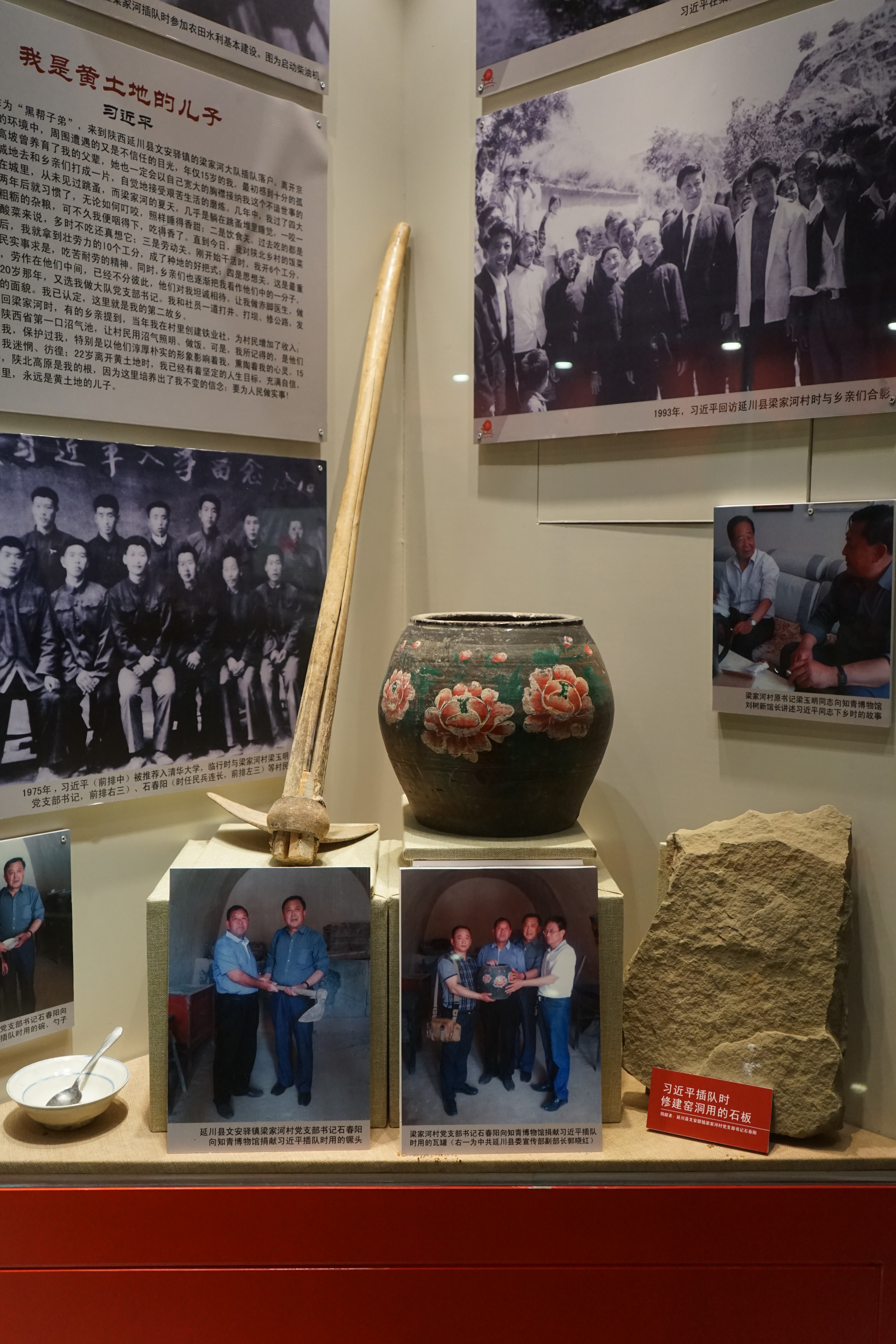
习近平下乡插队时使用过的物品

习近平回忆1973年申请大学入学时说，“像我这样家庭背景的人，在当时是不可能被录取的”。1973年，清华大学有两个名额在延安地区，全分给了延川县。习近平表示：他三个志愿都填清华，讓我上就上，不讓我上就拉倒。清华来招生的人不敢做主，请示学校。时逢所谓的“右倾翻案风”，清华一二号人物迟群、谢静宜都不在家，刘冰掌权，他批准了习近平的入学资质。当时，习仲勋下放劳动的洛阳耐火材料厂开了个“土证明”，称习仲勋同志属人民内部矛盾，不影响子女升学就业。习近平从而获准进入清华就读。

### 大學時期
1975年，上山下乡7年后，習近平经由工农兵学员推薦制，進入清華大學化工系基本有機合成專業學習。10月7日，村民送行习近平离开梁家河，习近平当众落泪。
在大學期間，結識了同為化工系工农兵学员的上下鋪室友陈希，兩人同齡同系且同是體育迷，使得他們培養深厚的友誼，習近平在清华大学担任学生党支部书记時是陈希的兩名入党介绍人之一。直到多年之後習近平上台出任總書記，陳希也輾轉仕途成為中共中央组织部部長。

### 初入军政界

#### 秘书生涯
1979年4月，习近平自清华大学毕业，并被分配到国务院办公厅和中共中央军委办公厅担任其父好友當時的中共中央政治局委员兼國防部部長耿飚的三个秘书之一，而在當秘書期間（1979-1982年），也是現役軍人。

#### 基层执政
在邓小平发起的军队大裁员情况下，习近平开始考虑转向地方。据美国《纽约时报》报道，习近平意识到自己强大的家庭背景和在农村的工作积累的政绩会有助于升遷，于是主动提议放弃在北京的工作，前往农村。1979年，習近平与中国前驻英国大使柯华的女儿柯玲玲（又名柯小明，生于1951年，时年28岁）结婚，1982年离婚。在父亲习仲勋的帮助下，习近平选择了离北京相对较近的河北省正定县（今属石家庄市，当时为石家庄地区）。据报道，习近平原本希望担任一个县或镇的党委书记，但是由于时任中共河北省委书记高扬较为反感像习这样没有经验却依靠人脉空降而来的人，所以只任命其担任正定县委副书记。
1982年3月，习近平赴当地上任。上任后，习近平身着下放时穿的绿色军大衣在各地走访调查。他简朴的风格使当地官员王幼辉感到吃惊。由于正定地处南北交通动脉，境内道路路况糟糕，习近平果断采取行动动员4.32万人参加养护公路课程。在1983年严打中，正定县也举行公审公判活动。期间，习近平被指在正定县内实行了严厉的计划生育政策，40万人中有3.1万名妇女做了绝育手术，3万人安装了宫内绝育工具。1983年底，习近平升任并成为正定县最年轻的县委书记。而《中國時报》的报道则指，位於正定县東面且同属石家庄地区的无极县的县委书记栗战书在这一时期与习近平结识，造就了未来双方的合作。

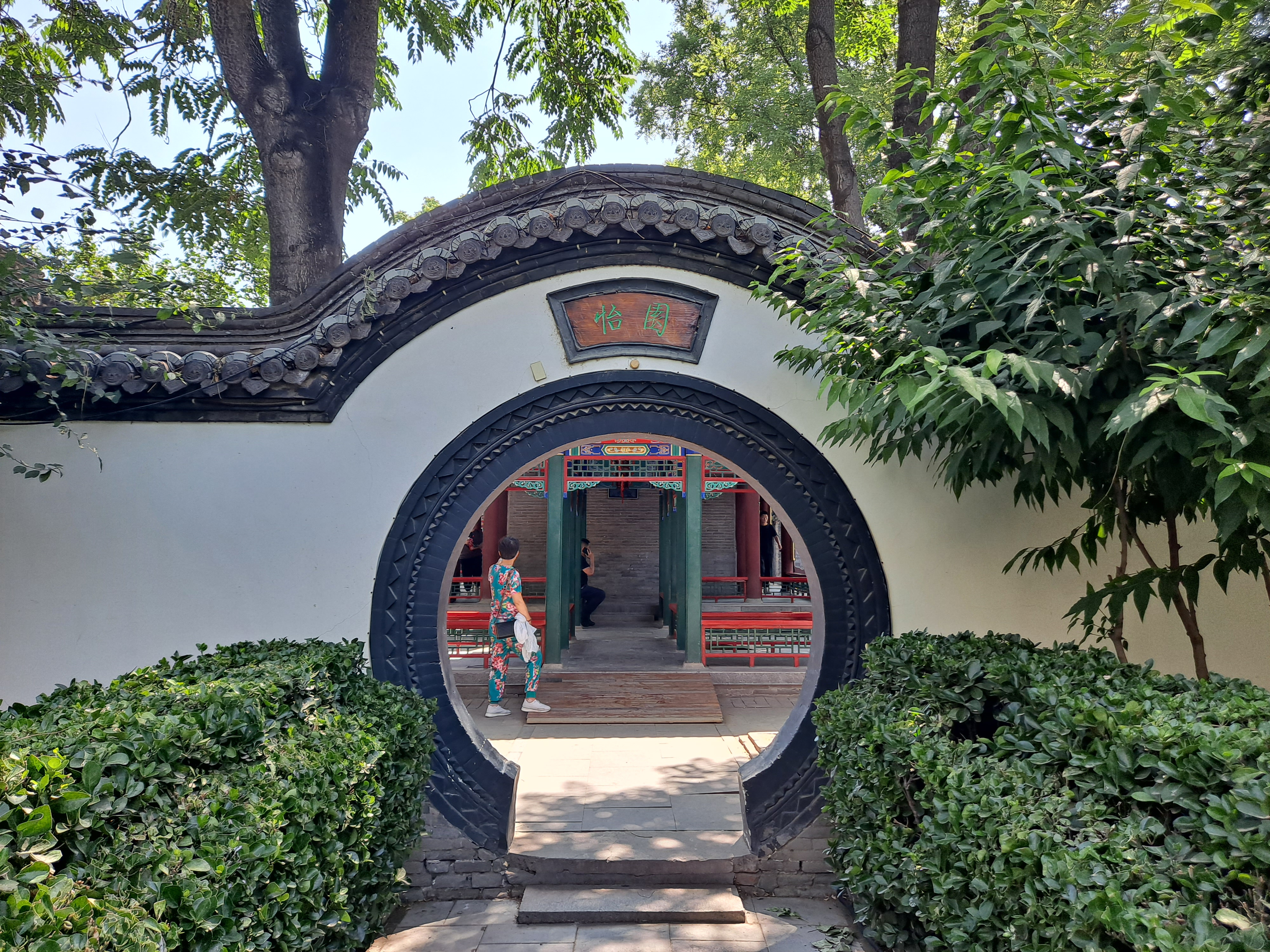
位于河北省石家庄市正定县的荣国府影视基地，系习近平在当地工作期间筹建。

有文章指习近平在任期间大力推动大包干生產責任制，并向上级客观反映正定县情况，使得正定县粮食征购任务减少了2000万斤；此外，其走遍整个乡镇，进行考察，他当初的同事均以“平易近人，温和儒雅，和蔼可亲”形容習近平。在此任內，其另一項政績是大力發展旅遊業，以《红楼梦》為腳本模擬建造“榮國府”，也因《三国演义》中的蜀漢名將赵云出身正定县，而興建了常山公園等旅遊景點，每年因此為正定縣帶來一千萬人民幣以上的旅遊收入。1985年4月至5月，习近平以河北省玉米加工考察团团长及石家莊地區食品協會主席的身份访问了美国艾奥瓦州马斯卡廷县，这便是习近平的首次出国考察。

### 福建任职
1982年12月，时任中组部干部审查局局长何载给胡耀邦写信推荐习近平，称「组织部门还准备考察其表现，适时给予再提拔」。1984年9月，习近平受何载邀请在中组部汇报会讲话。最后，在胡耀邦和时任中共福建省委書記项南的批准下，习近平调任至福建厦门。据时任中央组织部副部长、青年干部局局长的李锐回忆，习近平任正定县委书记时属于组织部计划提拔的「第三梯队」，但是时任中共河北省委书记高扬在省委常委会上揭露了其父习仲勋对他的关照，令习近平难在当地续任。建国前，项南之父项与年曾在中地委和绥德地委与习仲勋两度共事，何载也曾在中共中央西北局受习仲勋领导。
1985年6月，习近平赴福建，履新厦门市副市长，分管农业，后来还分管对内经济联合。。然而，在习近平上任一天后，人民日报在中共保守派的授意下刊发《触目惊心的福建晋江假药案》，1986年2月，本计划支持习近平在福建修建一条连接厦门和福州高速公路的项南迫于「晋江假药案」的压力离职，保守派宋平的老部下陈光毅继任福建省委书记，使项南和习近平的高速公路修建计划搁浅，习近平在厦门的工作转为起草《1985-2000年厦门经济社会发展战略》。1987年，习近平与彭丽媛在厦门结婚。1987年12月，习近平在厦门市第九届人民代表大会第一次会议被选举为厦门常务副市长，接任王金水，但在1988年6月就调任寧德。据习近平2000年接受采访时自述，调任原因是时任省委副书记兼组织部长的贾庆林曾找他谈话，对他说「省委想让你到宁德去冲一下，改变那里的面貌。宁德地区基础差，发展慢，开什么会议都坐最后一排，因为总排老九嘛。福建省有九个地市，没有实力，说话气不粗。你去之后，要采取一些超常措施，把这个状况改变一下。」有中国媒体认为习近平在厦门表现卓越，牵头研究制定的《1985-2000年厦门经济社会发展战略》「对厦门经济特区制定长远规划、近期实施策略，具有指导意义。同时也为其他地区制定区域性发展战略，提供了有益的经验。」，但自由亚洲电台评论员北明认为习近平如政绩卓越应按惯例在厦门升迁，在下一次人大选举中被选为厦门市长而非调任。
1988年6月，习近平调任中共宁德地区地委书记、宁德军分区党委第一书记。在此任上，习近平把反腐败作为任内重点工作。1989年1月，习近平在地委工作会议上强调要着重查处本地干部违法占地建房，任内查处了包括242名县级以上、1399名科级以上的共7392名干部，并重点查办福鼎县林增团、宁德地区侨联副主席郑锡煊等腐败要案。1989年八九学潮期間，習近平下令阻止试图進入寧德的温州学生在福建串連。1990年5月21日，人民日报在习近平升任福州市委书记前报道了习近平在当地的反腐行动。

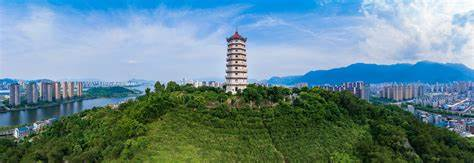
习近平曾担任地委书记的宁德地区（今宁德市），当时系福建省内经济较为落后的地区。

1990年6月，习近平调任中共福州市委书记、市人大常委会主任，并兼任闽江职业大学（今闽江学院）校长。在其任內，福州興建了長樂國際機場、建造福州至廈門公路、開發馬尾新港區、引進外資企業600多家，其中台資企業佔五成。同时还谋划了福州3820工程，把福州定位为国际化大都市。习近平当时认为南边有广州，北边有上海，按照这个距离，两者之间应该出现一个大城市，这个大城市应该是福州。
1993年，习近平升任中共福建省委常委。1996年5月，其晋升为中共福建省委副书记，不再担任中共福州市委书记及闽江职业大学校长；在1997年9月召开的中共十五大上，习近平首次当选为中央候补委员。
1999年8月，习近平出任福建省人民政府副省长、代理省长，正式成为主政一方的省部级官员，并于次年初正式当选为省长。在任期间，其曾协助中央处理時任總理朱镕基督办的厦门“远华案”，与陈明义、宋德福两位省委书记搭档。

### 浙江任职

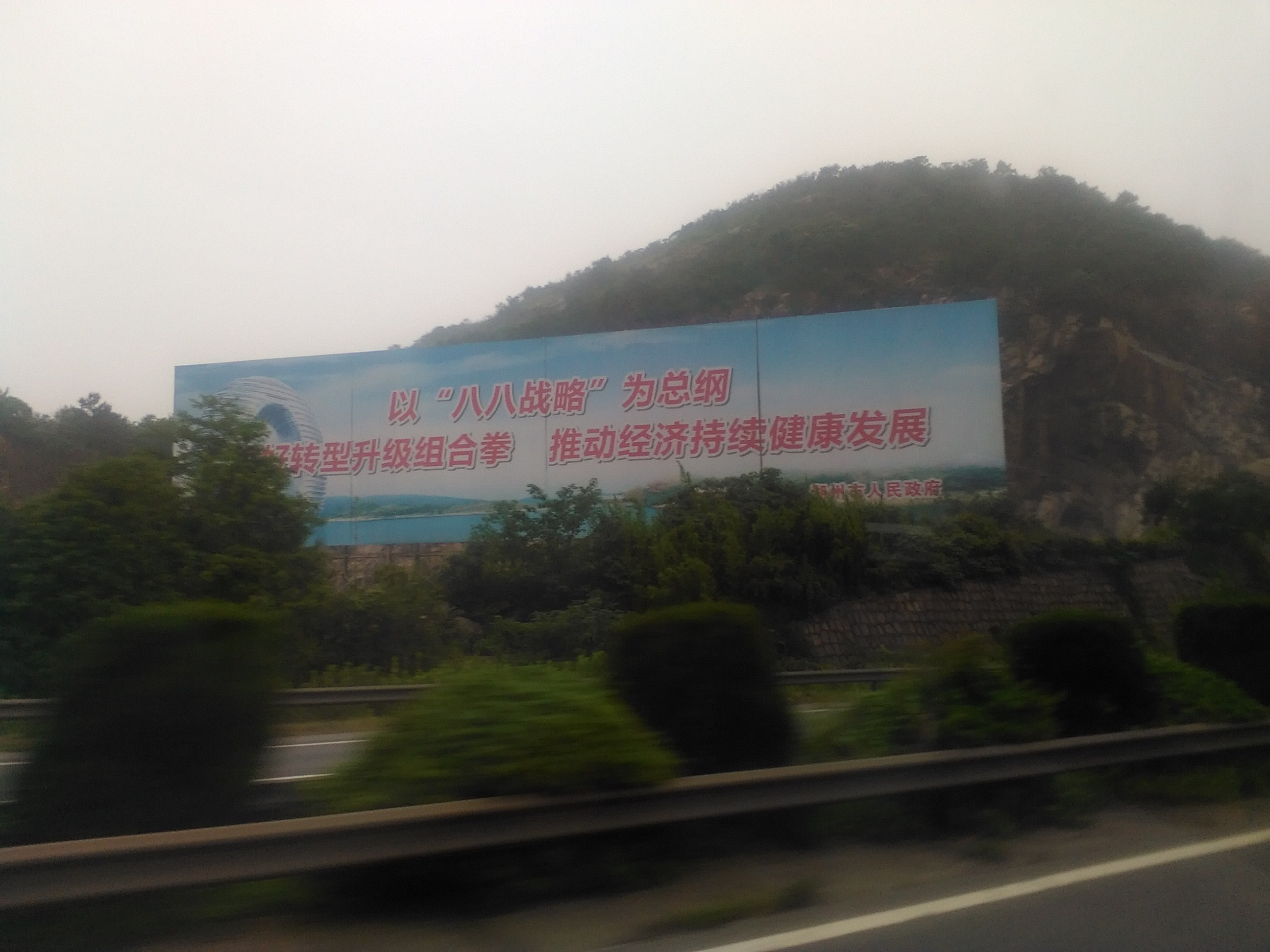
浙江省道路侧边的“八八战略”标语。“八八战略”是习近平在浙江工作期间提出的工作指导性纲领。

2002年10月，習近平转任中共浙江省委副书记、浙江省人民政府代省长。在任期間，於清华大学人文社会学院马克思主义理论与思想政治教育专业在職研究生班，以《农村市场化研究》为学位论文题目，获法学博士学位。在2002年11月召开的中共十六大上，其首次当选为中央委员；11月底，随着浙江省委原书记张德江升任中央政治局委员并调任广东，习近平升任中共浙江省委书记。2003年1月，兼任浙江省人大常委會主任。习近平在浙江期间延续了以前在各地的下级调研習惯；并提出“八八战略”、“五大百亿工程”，重视民生發展和产业结构调整、吸引外资并增强民间资金流动；2006年，浙江省城镇人均可支配收入超过一万八千元人民币，农民人均收入超过七千元人民币，位列中国各省区第一名。

中国某地的“绿水青山就是金山银山”标语，源自习近平在浙江工作期间提出的环保论断，后成为习近平生态思想的重要组成部分。

### 上海任职
2007年3月，习近平调任中共上海市委书记，在陈良宇案后接替代理市委书记韩正。习近平在中央专案组驻上海调查期间负责安排干部任用。5月，上海市第九届党代会召开，习近平在会上「对陈良宇案深刻反思」，并继续当选为市委书记。

### 中央政治局常委

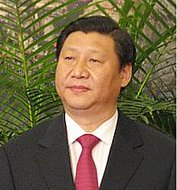
2007年10月，刚刚当选为第十七届中共中央政治局常委的习近平在记者见面会上。

2007年10月，中共十七大在北京召开。10月22日，在十七届一中全会，时任上海市委书记的習近平與辽宁省委书记李克強一道，当选为新一届中共中央政治局常委（排名第六），两人均是从中央委员直接跳级晋升到最高领导层，因而外界视为胡锦涛和温家宝的接班人。同年12月，習近平又接过了中共中央党校校长的职务。2008年1月，习近平在上海市第十三届人大第一次会议上当选第十一届全国人大代表（上海代表团）。

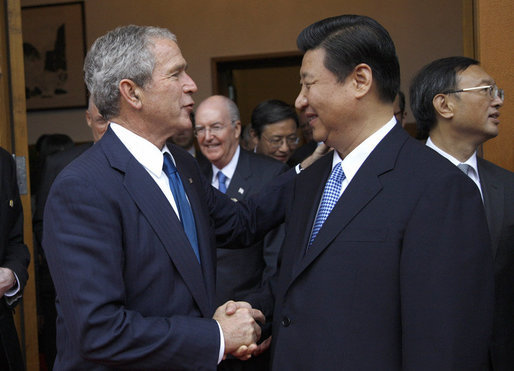
2008年8月，习近平在北京会见美国总统小布什。

2008年3月，习近平在第十一届全国人大一次会议上当选为中华人民共和国副主席。任职期间，习近平分管党建、组工、港澳、北京奥运筹办等工作。

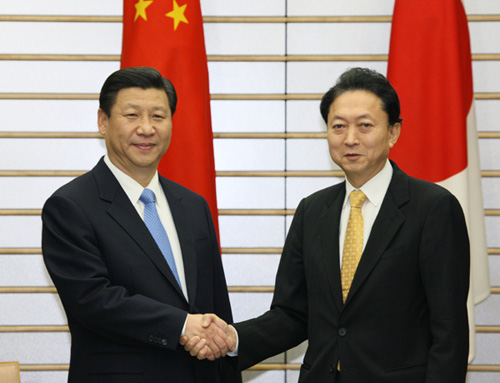
2009年12月，习近平在东京会见日本首相鸠山由纪夫。

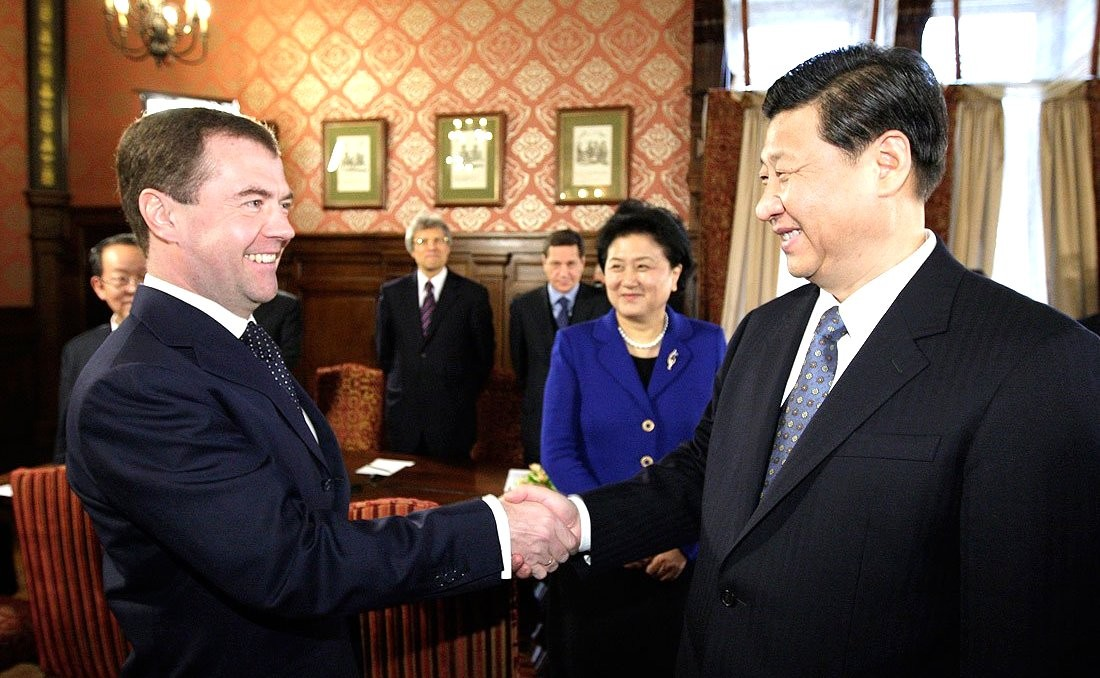
2010年3月，习近平在莫斯科会见俄罗斯总统梅德韦杰夫。

2010年10月，中共十七届五中全会决定增补習近平为中共中央军委副主席。同月，全国人大常委会表决，决定習近平为国家军委副主席。

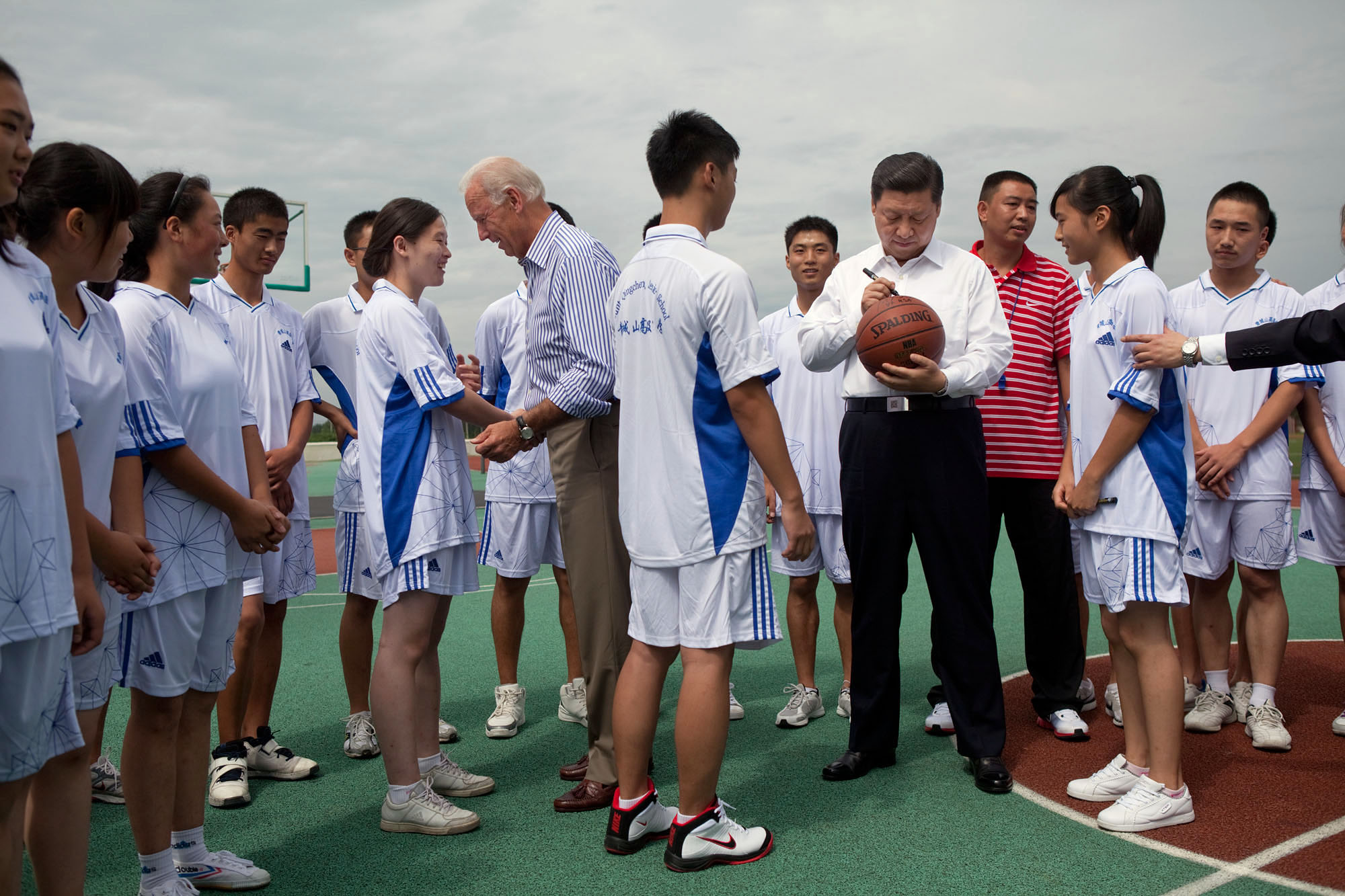
2011年8月，习近平与美国副总统拜登在四川成都青城山参访中学篮球校队。

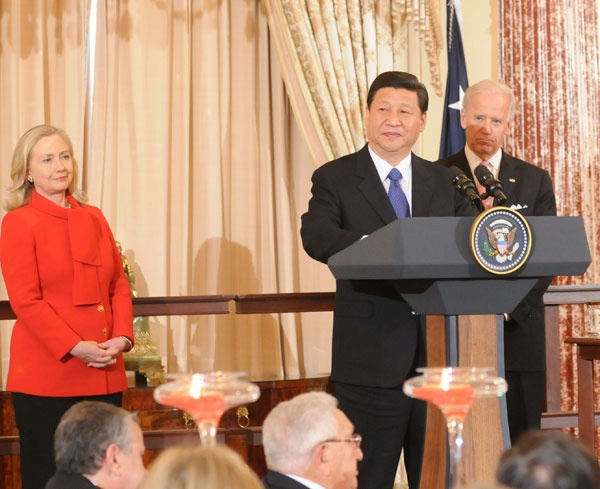
2012年2月，习近平在美国华盛顿发表演讲，后方为美国副总统拜登及国务卿希拉里·克林顿。

### 领导核心

#### 第一任期（2012年-2017年）

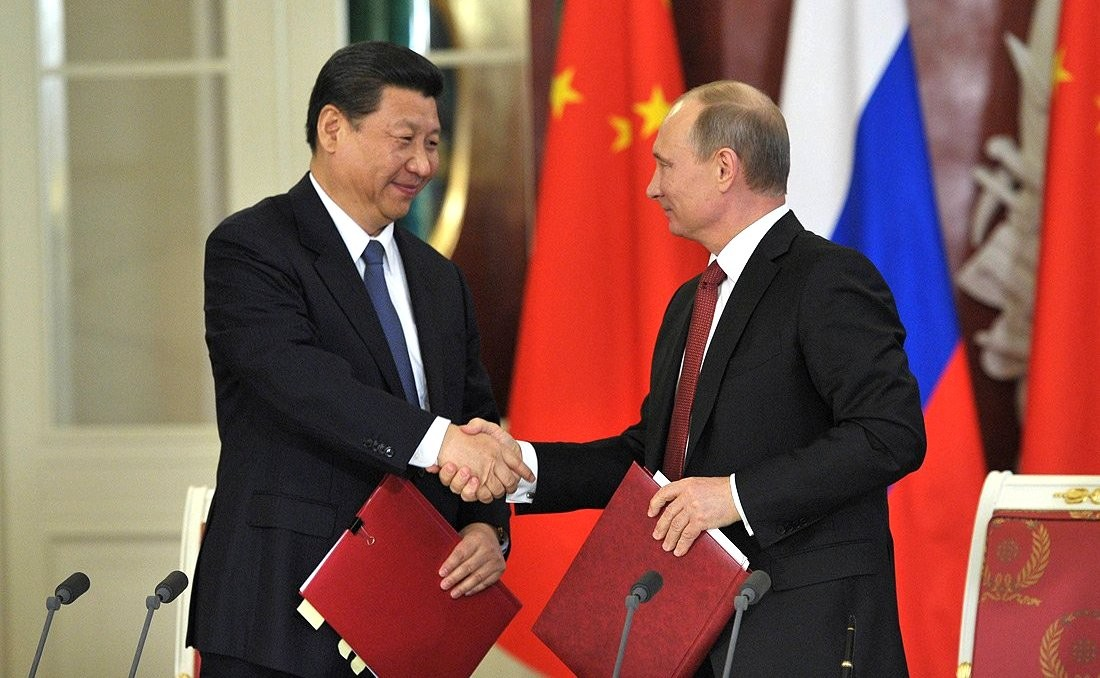
2013年3月，习近平与俄罗斯总统普京在莫斯科，此系习近平担任中国最高领导人后的首次外访。

2012年11月15日，在中国共产党第十八次全国代表大会闭幕后随即召开的中共十八届一中全会上，習近平当选新一届中央委员会总书记和中央军事委员会主席，开始第一任期。胡锦涛一次交出总书记和军委主席两个最高权力位置“裸退”，這在中华人民共和国历史上是第一次。习近平称赞“胡锦涛带头离开领导岗位是高风亮节的表现”，标志着废除干部领导职务终身制进一步完善。

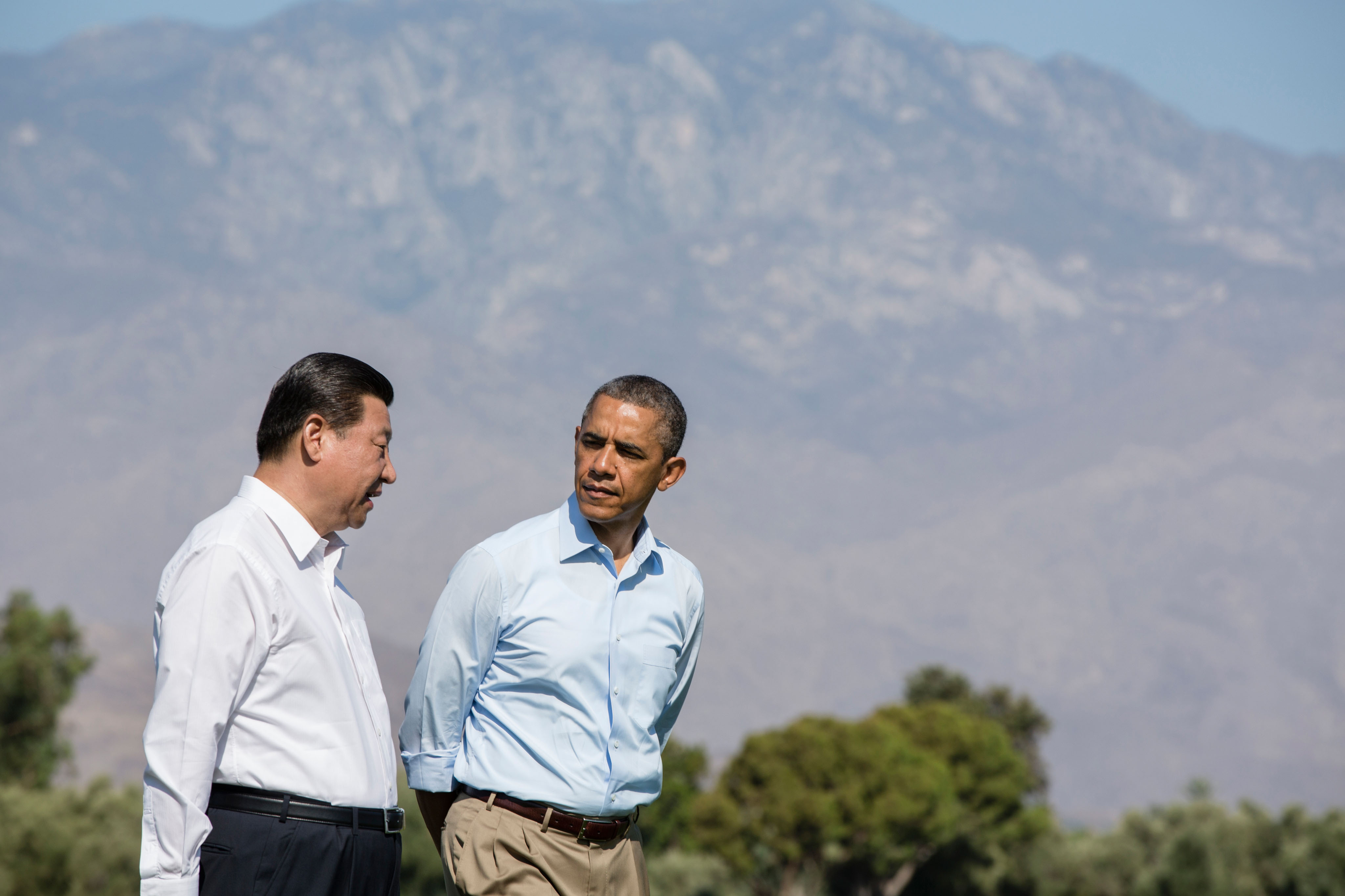
2013年6月，习近平与美国总统奥巴马在加利福尼亚州散步交谈，这是习近平以中国最高领导人身份首次访美。

2013年3月14日，在第十二届全国人大第一次会议上，习近平当选中华人民共和国主席和国家军委主席，成为代表国家象征的国家元首。中共十八届六中全会后中国共产党官方对习近平的称呼普遍是“以习近平同志为核心的党中央”，象征习近平正式被中国共产党确立为中央领导集体的核心。

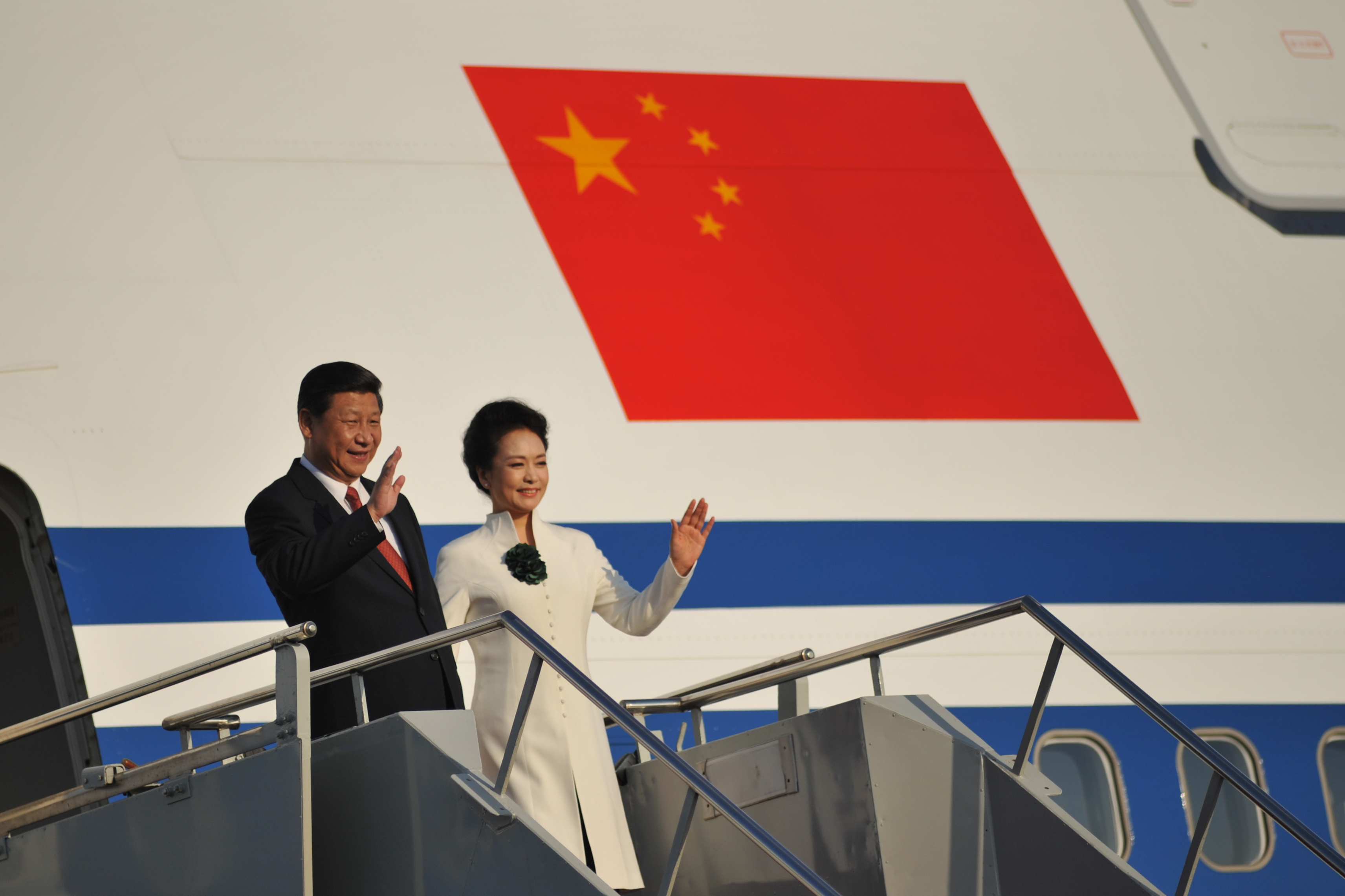
2013年10月，习近平和夫人彭丽媛乘机抵达印度尼西亚巴厘岛。

在行政方面，在党内设立多个领导小组或委员会，削弱了国务院的职权，亲自担任中央军事委员会联合作战指挥中心总指挥、中央国家安全委员会主席、中央全面深化改革领导小组组长、中央军委深化国防和军队改革领导小组组长、中央网络安全和信息化领导小组组长、中央外事工作领导小组组长、中央对台工作领导小组组长以及中央财经领导小组组长。将经济决策从国务院总理手中收回，对关键经济政策进行最终拍板。其通过增设自己主导的各种领导小组和委员会使得权力不断集中。

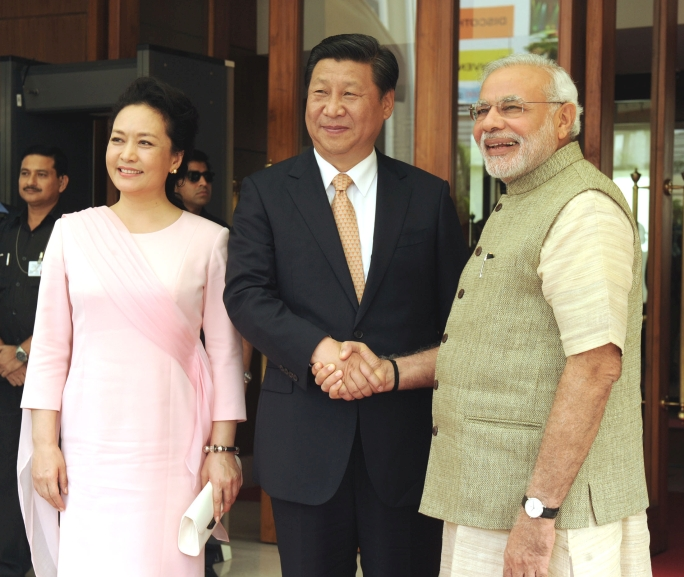
2014年9月，印度总理莫迪在其家乡古吉拉特邦接待来访的习近平夫妇。

在财经方面，推出中国（上海）自由贸易试验区，并在其后将该措施推广到全国多个省市。亦推动举行中国国际进口博览会。同时，推行深化国税地税征管体制改革，整合组建新的税务系统，结束了1994年分税制改革所形成的国家、地方税务机构分离的格局。同时，2015年发生的股灾也显示证券市场及金融监管体系尚需进一步完善。習近平在2016年12月召開的中央經濟工作會議上提出「房子是用來住的，不是用來炒的」。

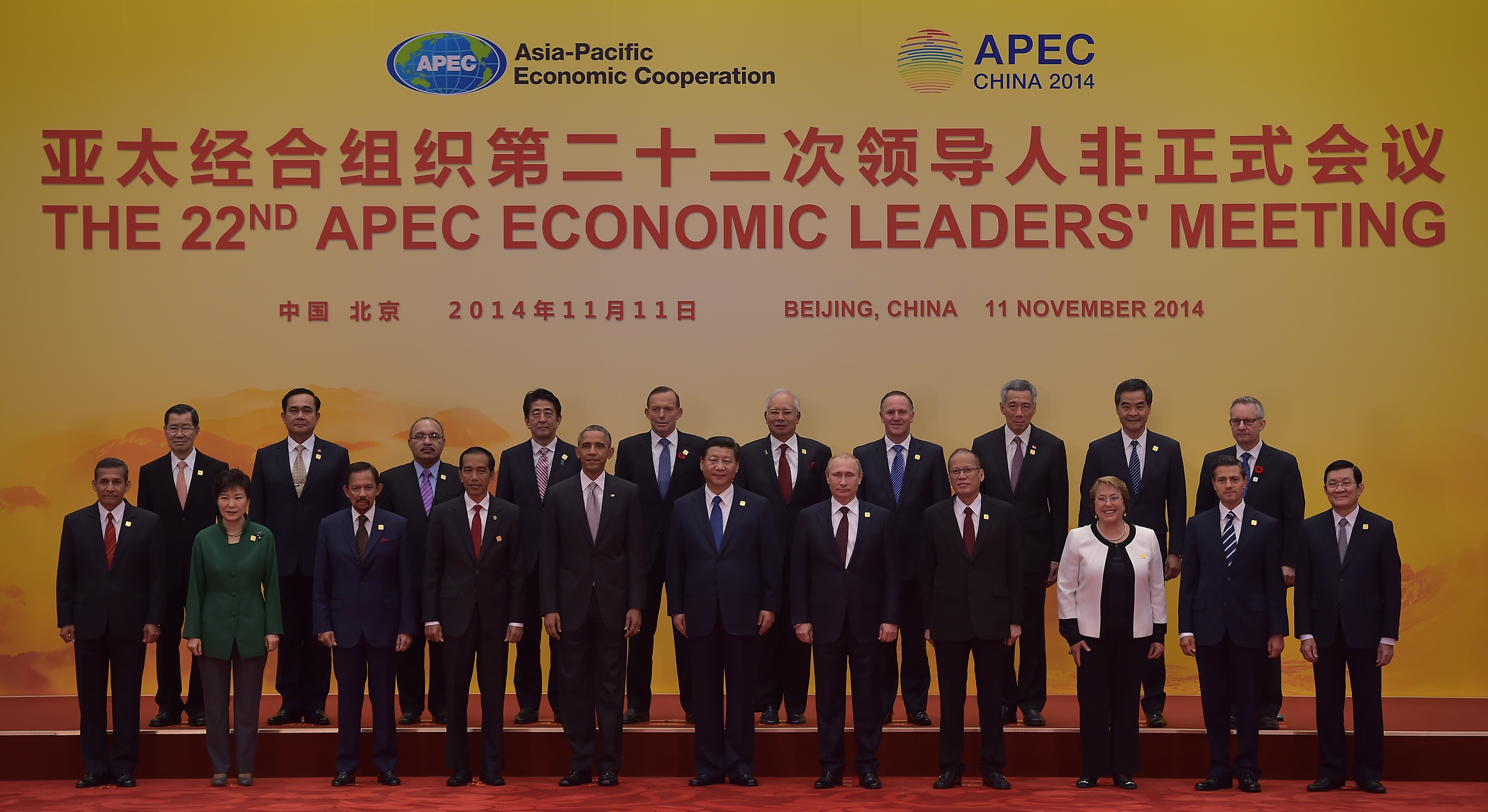
2014年11月，习近平在北京与出席APEC峰会的各国领导人合影。

在区域发展方面，提出京津冀一体化、长江经济带及粤港澳大湾区等区域经济举措。

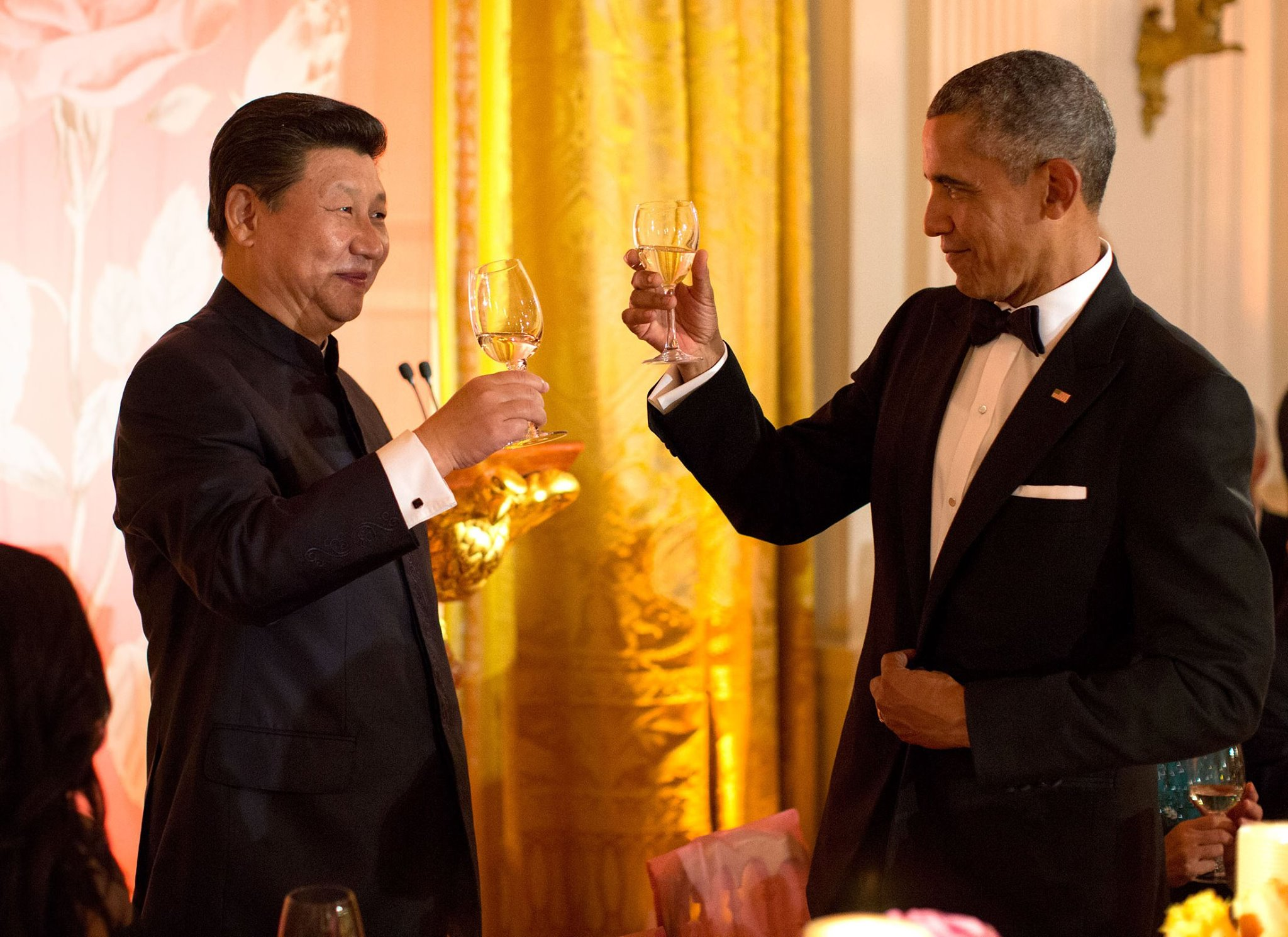
2015年9月，习近平在华盛顿出席美国总统奥巴马举行的国宴晚餐会。

在司法方面，废止劳动教养制度，进行法官检察官员额制改革，新增了人民陪审员、人民调解员体系，亦设置杭州互联网法院、上海金融法院等专门法院。

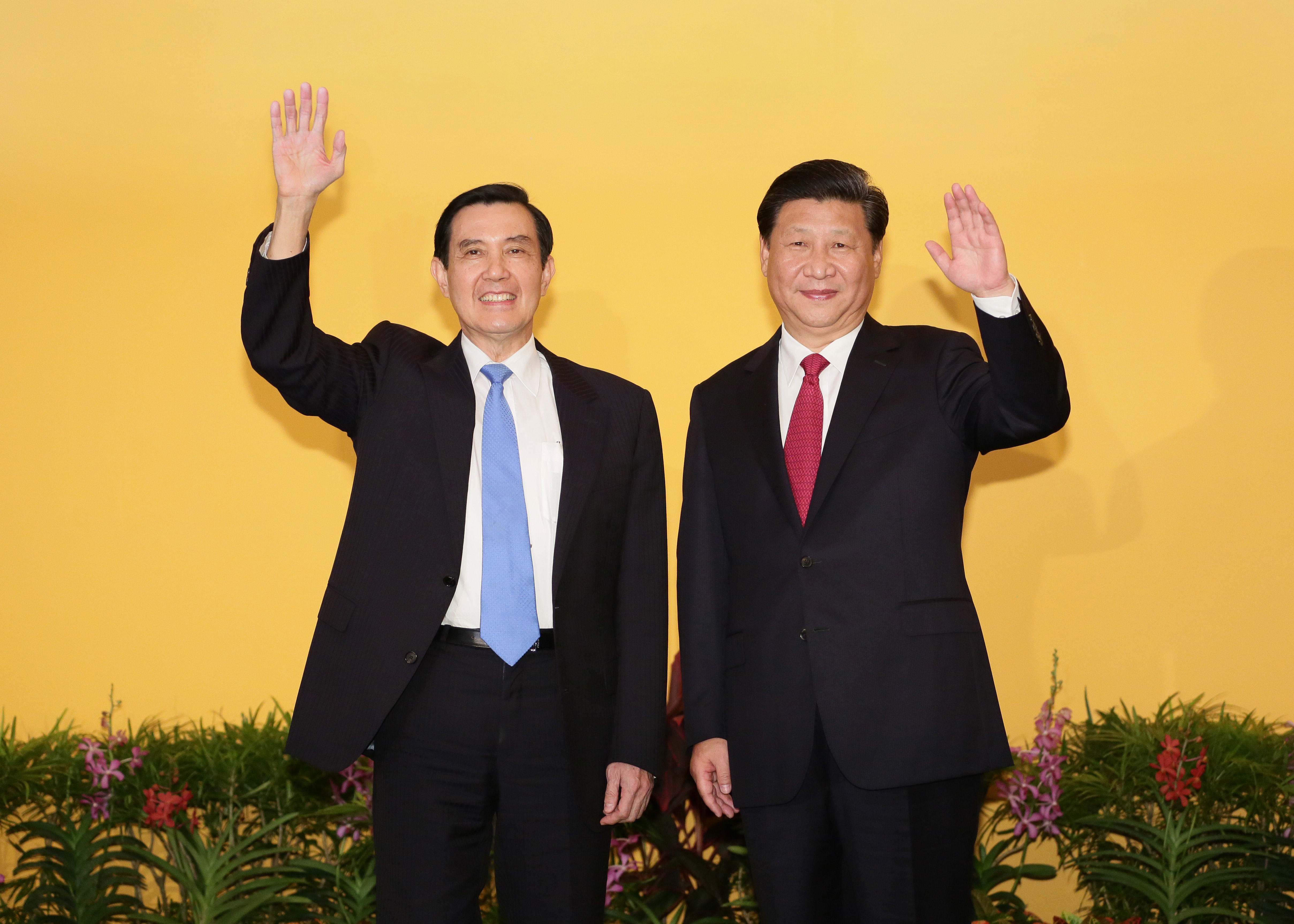
2015年11月，习近平在新加坡与台湾领导人马英九举行历史性的两岸会面。

在民生方面，修改了计划生育法，推行全面二孩政策。并将国家卫生和计划生育委员会撤销，并入新成立的“国家卫生健康委员会”。

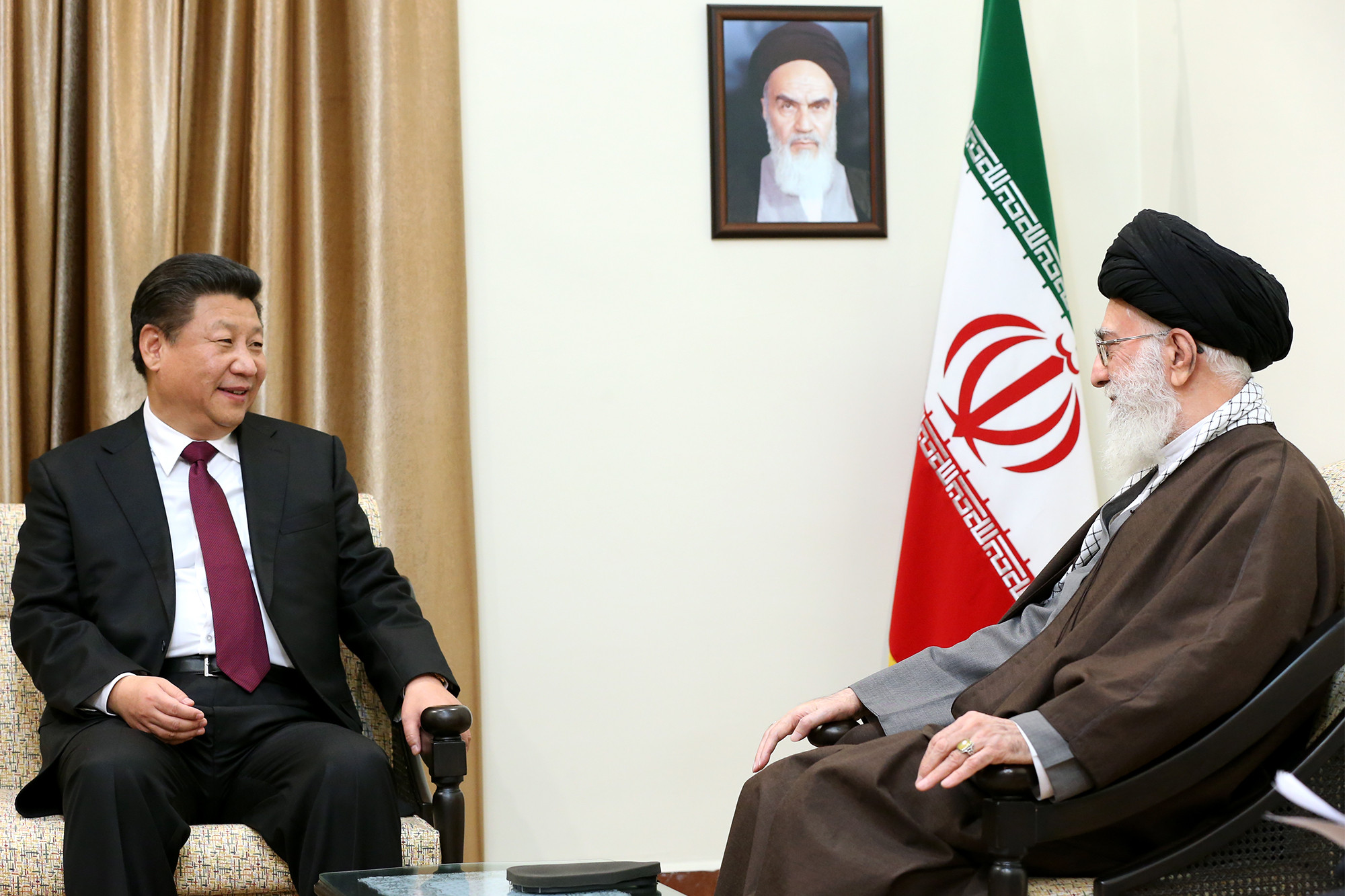
2016年1月，习近平在德黑兰会见伊朗最高领袖哈梅内伊。

在军事方面，推行深化国防和军队改革，进行军委多部门制改革，成立陆军领导机构、火箭军、战略支援部队以及联勤保障部队，撤销了公安现役部队，七大军区改为五大战区，并进行陆军合成化改革及要求军队和武警部队全面停止有偿服务，成为1949年建国以来规模最大的军事改革。

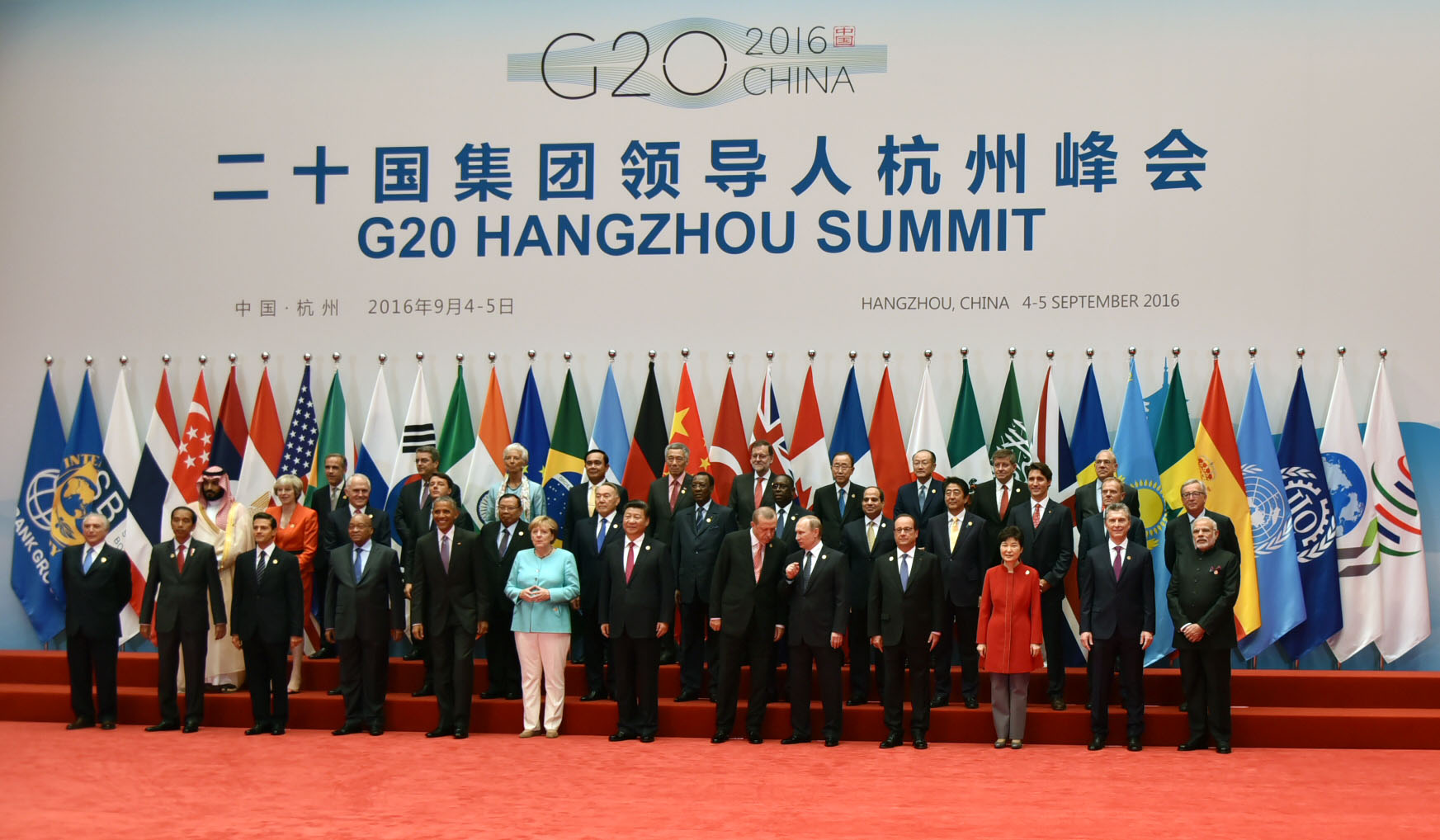
2016年9月，习近平在浙江杭州与出席G20峰会的各国领导人合影。

在教育方面，推出世界一流大学和一流学科建设（双一流）取代了原有的211工程及985工程，成为大学建设的评价指标。

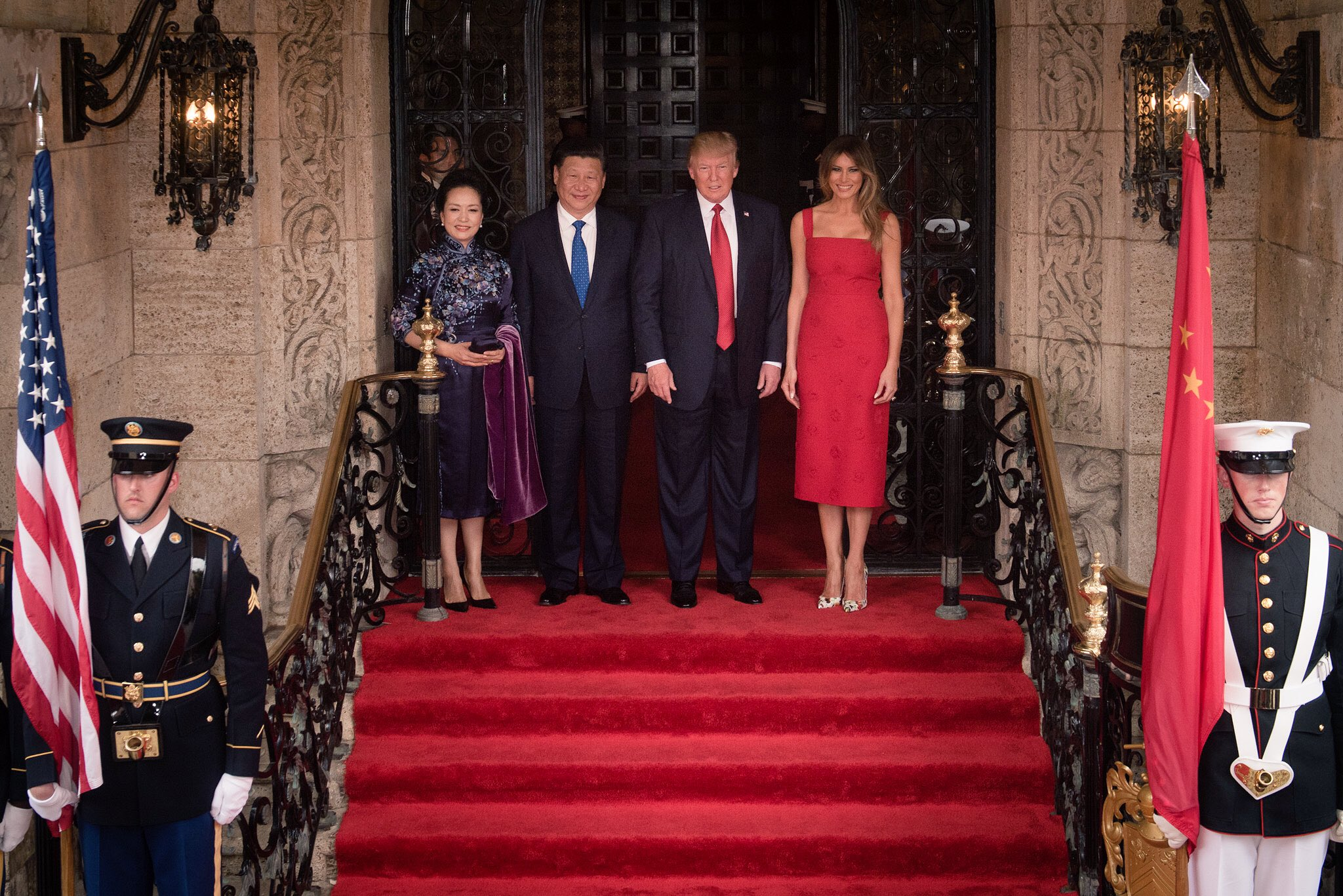
2017年4月，习近平夫妇与美国总统特朗普夫妇在佛罗里达州海湖庄园合影。

在环境方面，提出2030年单位国内生产总值二氧化碳排放比2005年下降60%至65%，森林蓄积量比2005年增加45亿立方米。他多次强调“绿水青山就是金山银山”、“人与自然要和谐共生”。提高环保考评在官员晋升中的权重。并对环保考察不合格的官员实行一票否决。其任内大幅改善了雾霾问题。京津冀煤改气政策使得华北地区高污染散煤使用大幅减少。但改造过程中，出现天然气供应不足，新取暖设备改造的费用及如何验收等短期问题，招致忽视农村取暖问题的批评。
在监察方面，反腐行动迅速擴大，各地众多腐败窝案被集中查处，一大批包括现任及前任的正副国家级领导人在内的各级涉腐干部被查处、问责及判刑。其中，中共中央政治局委员孙政才因严重违纪被中纪委接受调查，并最终被开除党籍与公职。同时实施中央巡视组、派驻纪检监察组，将监察职能从行政机关剥离等举措。开展国家监察体制改革，设立国家监察委员会和地方各级监察委员会。
在国际和区域方面，提出了“一带一路”的合作倡议与“人类命运共同体”的概念，并提出要开展“中国特色大国外交”。并推动建立了亚洲基础设施投资银行等国际性金融机构，意在增强中国的世界影响力。2016年9月，中国在杭州举办了G20峰会。任期内发生的香港、台湾、南海等问题也对其执政提出挑战与考验。
在港澳台方面，習近平2015年與馬英九在新加坡握手會面，他們稱讚那次會面為一次突破，可以實現永續和平，結束數十年的敵對狀態。

#### 第二任期（2017年-2022年）
在2017年10月召开的中国共产党第十九次全国代表大会上，习近平当选第十九届中央委员，并全票通过将以其命名的“习近平新时代中国特色社会主义思想”写进《中国共产党章程》，成为党的指导思想。在2017年10月25日召开的中共十九届一中全会上，以全票连任中央委员会总书记和中央军事委员会主席的职务，开始第二任期。2018年3月17日，习近平在十三届全国人大一次会议上全票连任中华人民共和国主席。

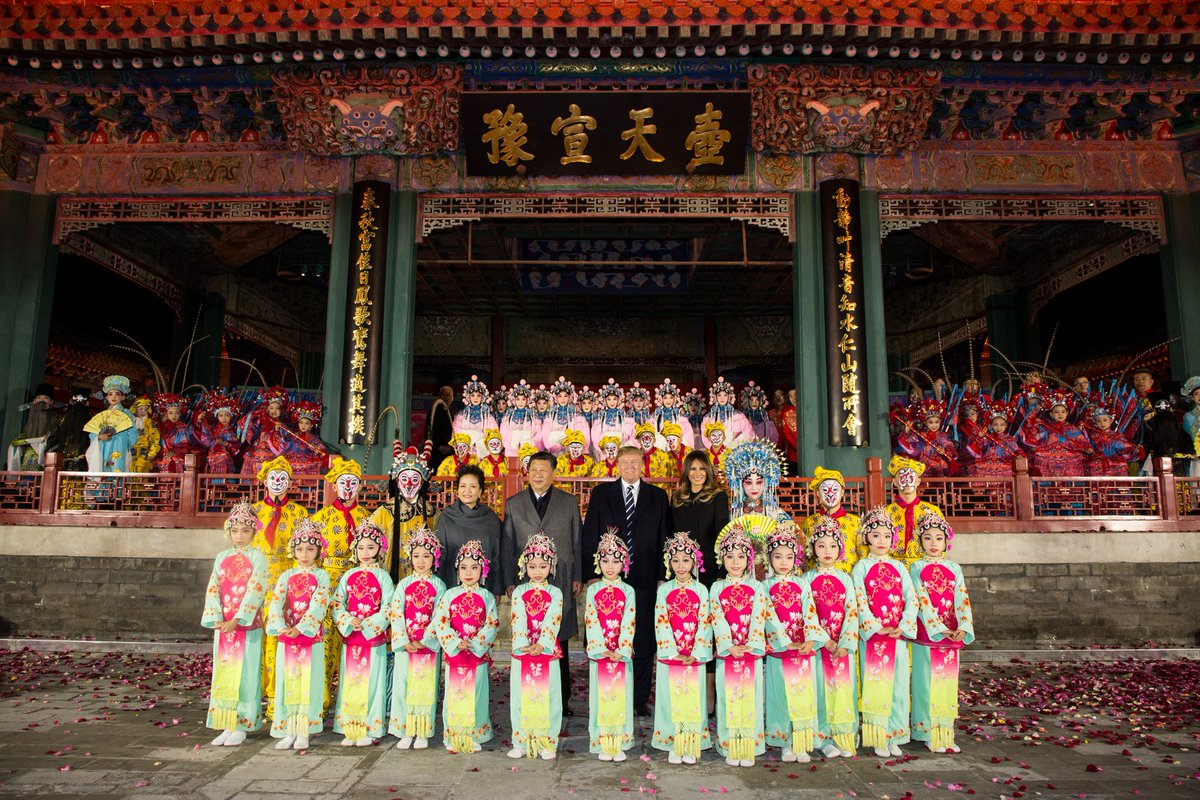
2017年11月，习近平夫妇与美国总统特朗普夫妇在北京观看文艺表演后合影。

在立法方面，通过宪法修正案，内容包括赋予设区的市地方立法权、设立国家监察机关、取消国家主席和国家副主席连任限制及從憲法層面上确立宪法宣誓制度等事项，共21条。其中的第45条刪除国家主席、副主席「连续任职不得超过两届」的限制，引发国内国际關注。通过《中华人民共和国监察法》，将行政监察部门与检察院反贪机关整合设立了国家监察委员会。通过《中华人民共和国民法典》，自此形成中国境内完整统一的民法典，但离婚冷静期等问题也引发诸多争议。
在党务方面，中共中央政治局全体委员和常委被规定每年向总书记述职一次。2018年3月，习近平首次审阅各中央政治局委员提交的报告，并对各政治局委员提出重要要求。同时将之前的领导小组改设为委员会，如中央财经领导小组改为中央财经委员会，中央网络和信息安全领导小组改设为中央网信委员会，将领导小组常态化。习近平也多次重提毛泽东时代的“党领导一切”，而“党政军民学，东西南北中，党是领导一切的”这句毛时代的口号在中共十九大上被写入党章。2021年11月11日，十九届六中全会正式提出了“两个确立”；2022年10月，“两个维护”写入修改后的党章。
在行政方面，推行深化党和国家机构改革与事业单位改革，提出要 「理顺党和政府职责」，但也招致党政不分，削弱国务院职能的批评。国务院的国家民委、国家宗教局、国侨办划归中共中央统战部；公务员局划归中共中央组织部；广电总局的电影管理职责划归中共中央宣传部。
在财经方面，提出建设海南自由贸易港，在上海证券交易所推行科创板及上市注册制。此外，成立国家医疗保障局以推进医保体制改革。推行企业职工基本养老保险全国统筹，以及中央企业国有股权的10%划归全国社会保障基金理事会，以解决社会保险基金缺口问题。2020年疫情以来，当局推行减税降费政策，以舒缓经济疲态。同时大力推行以工代赈，扩大政府投资，开工建设项目，以刺激经济。指出中國不能施行福利主義，超出能力的「福利主義」是不可持續的；防止資本野蠻生長和無序擴張；絕不允許再大範圍大面積「拉閘限電」。2020年推出「三條紅線」政策，針對中國房地產企業債務風險提出的「三條紅線、四檔管理」監管要求。習近平推行的「三條紅線」政策，導致中國房地產業出現重大財政危機，其中恒大集團更是首當其衝。

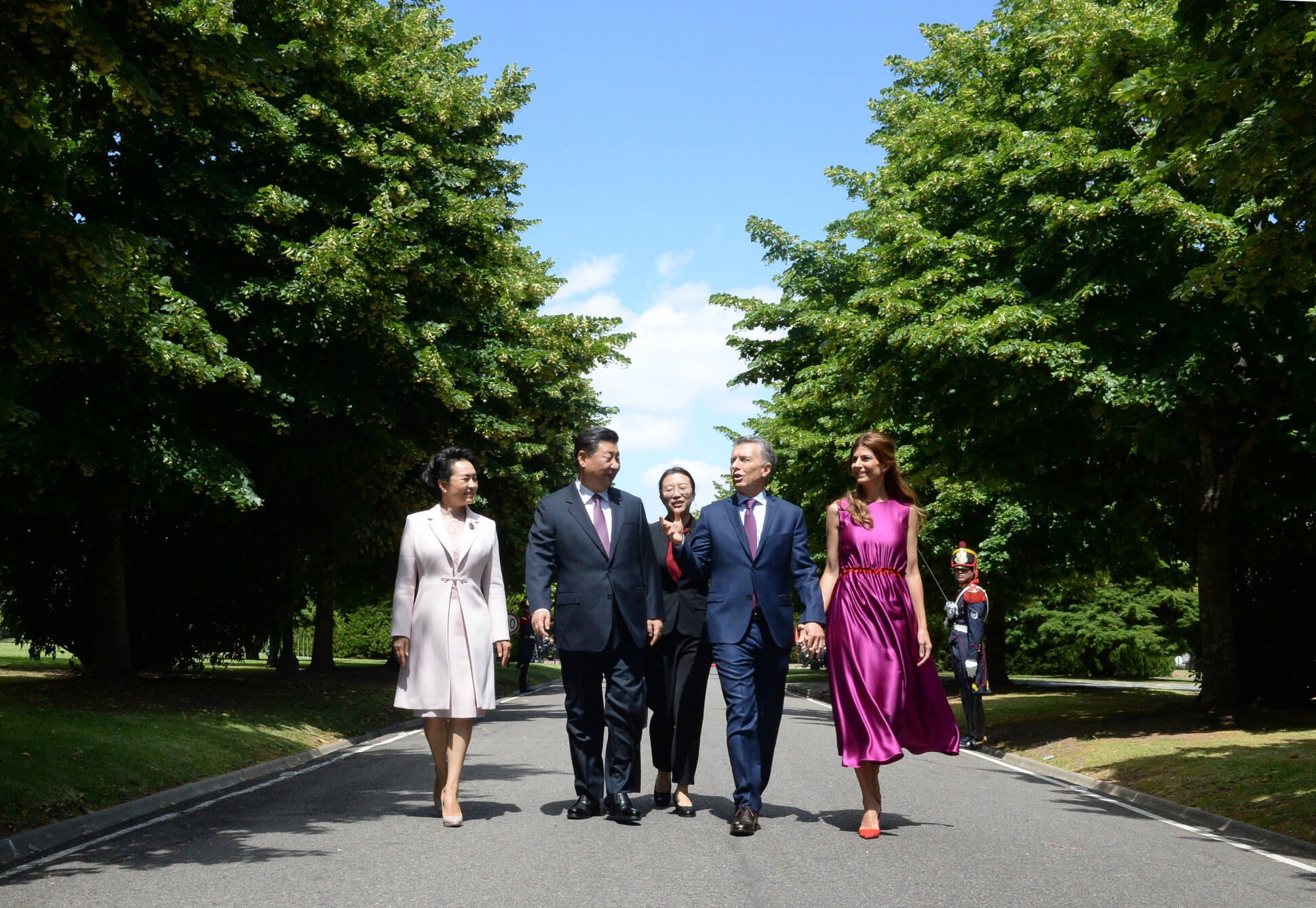
2018年12月，习近平夫妇与阿根廷总统马克里夫妇在布宜诺斯艾利斯总统府散步交谈。

在教育方面，推行双减政策减轻家长负担。又采取高职专项扩招，加大国企事业单位对应届生招聘力度以求减轻就业压力。近几年来每年中国新增就业都在1000万以上。2022年2月，第二轮双一流名单发布，增加了部分学校，并取消了一流大学。不过习近平强推的双减政策严重打击中国私人教育行业，造成失业率上升，影响中国经济发展。
在民生方面，继续脱贫攻坚战。2020年11月，全国所有贫困县全部宣布摘帽。5年间每年脱贫1000万以上。2021年2月25日，习近平宣布“在解决困扰中华民族几千年的绝对贫困问题上取得了伟大历史性成就，创造了人类减贫史上的奇迹”。2020年10月，中共十九届五中全会召开，会议宣布要在全面建成小康社会的同时，开启社会主义现代化国家建设新征程。2021年7月1日，在庆祝中国共产党成立100周年大会上，习近平宣告在中华大地上全面建成了小康社会。同时猪肉周期也对民生造成影响。非洲猪瘟疫情的爆发对国内猪肉供应造成冲击，猪肉价格大幅提升，冲击民众正常消费。同时再次修改了计划生育政策，实施三孩生育政策。
在军事方面，发生2020年中印边境冲突，之后相继发生多起边境对峙事件。扩充中国核武库，中国首艘国产航母山东舰交付。

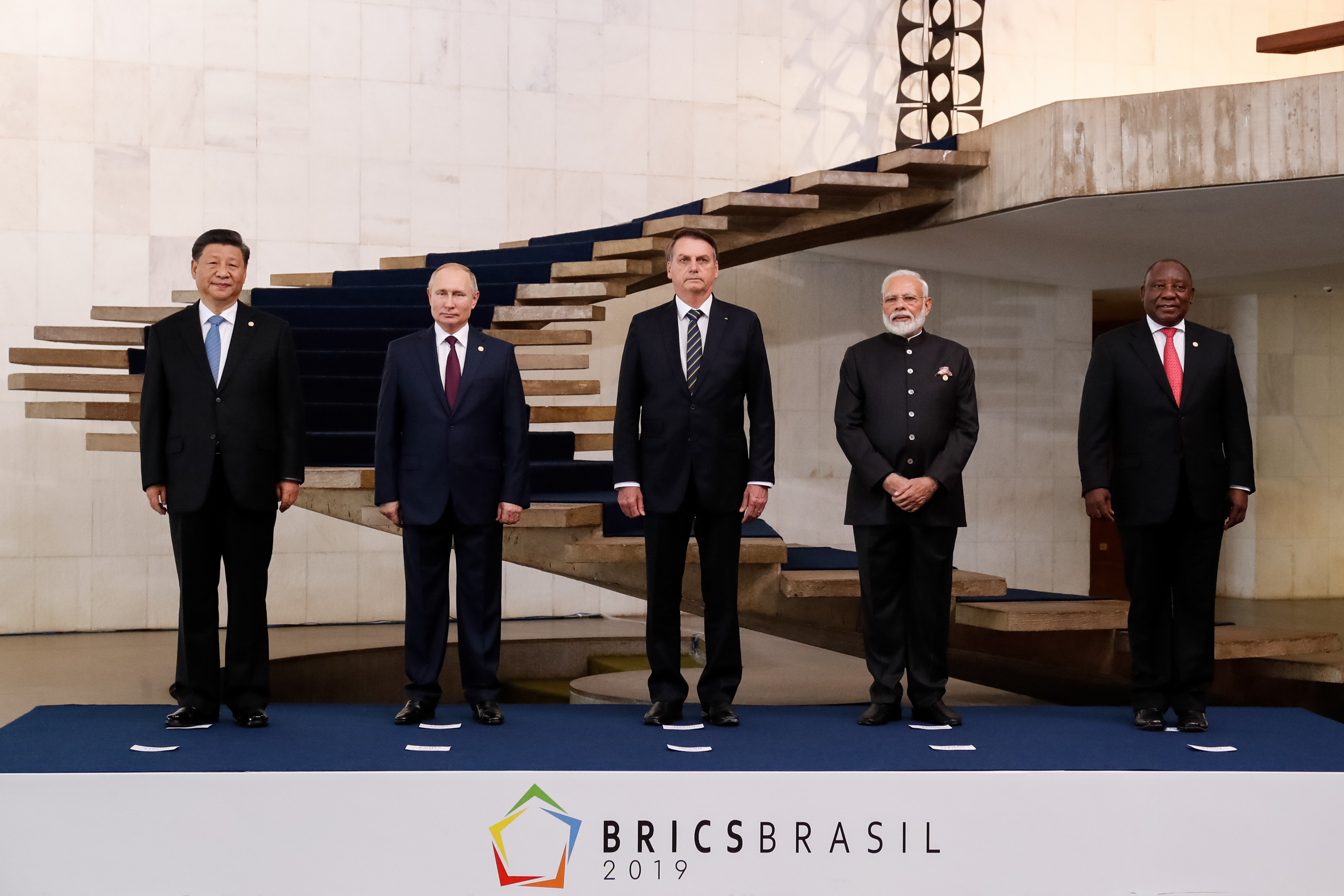
2019年11月，习近平在巴西巴西利亚参与金砖国家领导人合影。

在监察方面，继续进行大规模的反腐败工作，先后展开扫黑除恶专项斗争和政法队伍教育整顿，中国的清廉指数全球排名由2018年的87名上升至2022年的66名。不过也有批评习近平藉此“清洗政治对手”和“选择性反腐”，反腐进步逐渐缩小致使真实目的屡屡被外界追问，其组织内部纪委调查的模式丶家人未被通知等程序隐患，各案开庭明细与虎头蛇尾的问题也受到质疑。
在港澳台方面，香港於2019年至2020年間發生反修例運動，中央政府設立危機指揮中心並每日向習近平匯報，之後更於2020年7月簽署秘密制定的《香港國安法》以鎮壓示威；2020年初蔡英文在台湾大选中再次勝出，其主張不接受一中原則下的九二共識，並且反對習近平提出的一國兩制方案。2022年因美国众议员议长佩洛西访问台湾，在台湾周边海域展开实战演练，解放军于台湾本岛东岸附近演练，解放军军舰、军机均跨越海峡中线，部分媒体将其称为第四次台海危机。

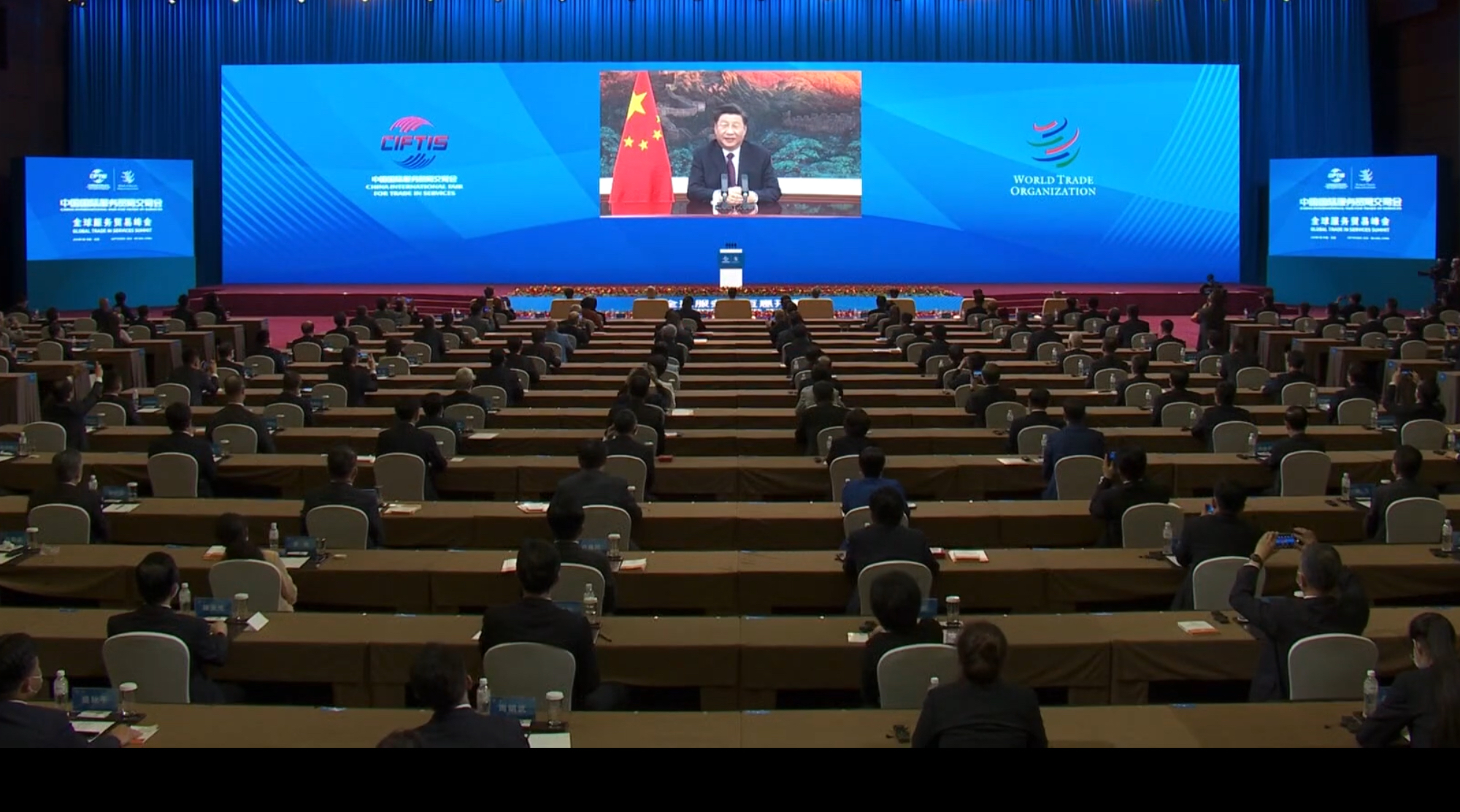
2020年9月，新型冠状病毒肺炎疫情期间，习近平以视频方式在中国国际服务贸易交易会全球服务贸易峰会上致辞。

在防疫方面，2019冠状病毒病疫情在2020年1月武汉市爆发。习近平早在1月7日已得悉疫情在武汉蔓延，不过他在中央政治局常委会上要求不能影响即将到来的春节节日气氛。疫情到了1月底完全失控，当局宣布武汉封城、春节假期延长等一系列措施。2月春节后，在除武汉及湖北省部分其它区域外，推动复工复产，用约三个月时间基本控制国内疫情传播，在世界各国对疫情的控制上处于前列。全球虽处于2019冠状病毒病大流行，但4月8日武汉解封后，中国本土传播长期处于极低水平。2020年国庆中秋长假出行人次高达6.37亿人次，为疫情前的79%，2021年五一长假出行人次高达2.3亿人次，甚至高于疫情前的水平。在2021年国庆期间上映的电影《长津湖》更是刷新了中国电影票房纪录，观影人次超过一亿。2022年2月以闭环管理的方式成功举办了北京冬奥会。2022年3月以來，中国多地出现疫情，習近平多次發出指示堅持動態清零政策，要求尽快遏制2019冠状病毒病疫情擴散蔓延勢頭，並強調防控方針是由黨的性質和宗旨決定的。習近平認為寧可稍微影響一點點經濟發展，也要保障人民群眾生命安全和身體健康。西安、上海、海南省、新疆等区域先后经历长时间封控，引发民众不满，最终在全国各地爆发“白纸运动”，迫使当局在2022年底取消实施近三年的清零政策。

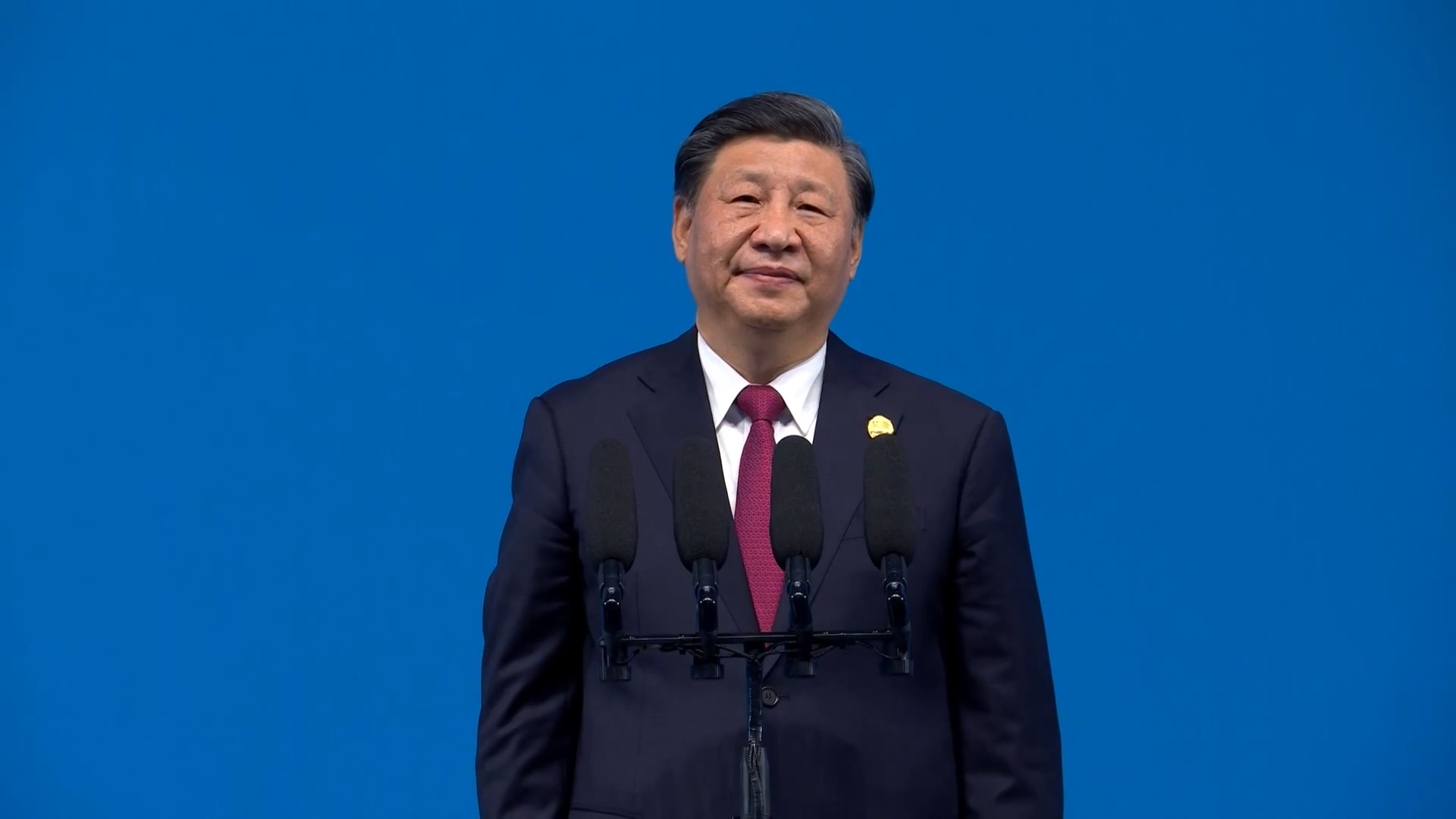
2021年7月，习近平宣布成都世界大学生运动会开幕。

在国际和外交方面，美国特朗普政府于2018年3月发动中美贸易战，对中美关系造成冲击。2022年俄罗斯入侵乌克兰后，习近平没有制裁俄罗斯，明确表示反对在乌克兰使用核武器，强调核战争打不赢也打不得，同時進一步深化中俄關係。2022年4月，习近平发表了《全球安全倡议》。該倡議涉及中國的外交事务原则。2022年9月14日至16日，习近平出席在撒马尔罕举行的上海合作组织成员国元首理事会第二十二次会议，并对哈萨克斯坦、乌兹别克斯坦两国进行国事访问，这是2019冠状病毒病疫情以来中国最高领导人首次出国访问。

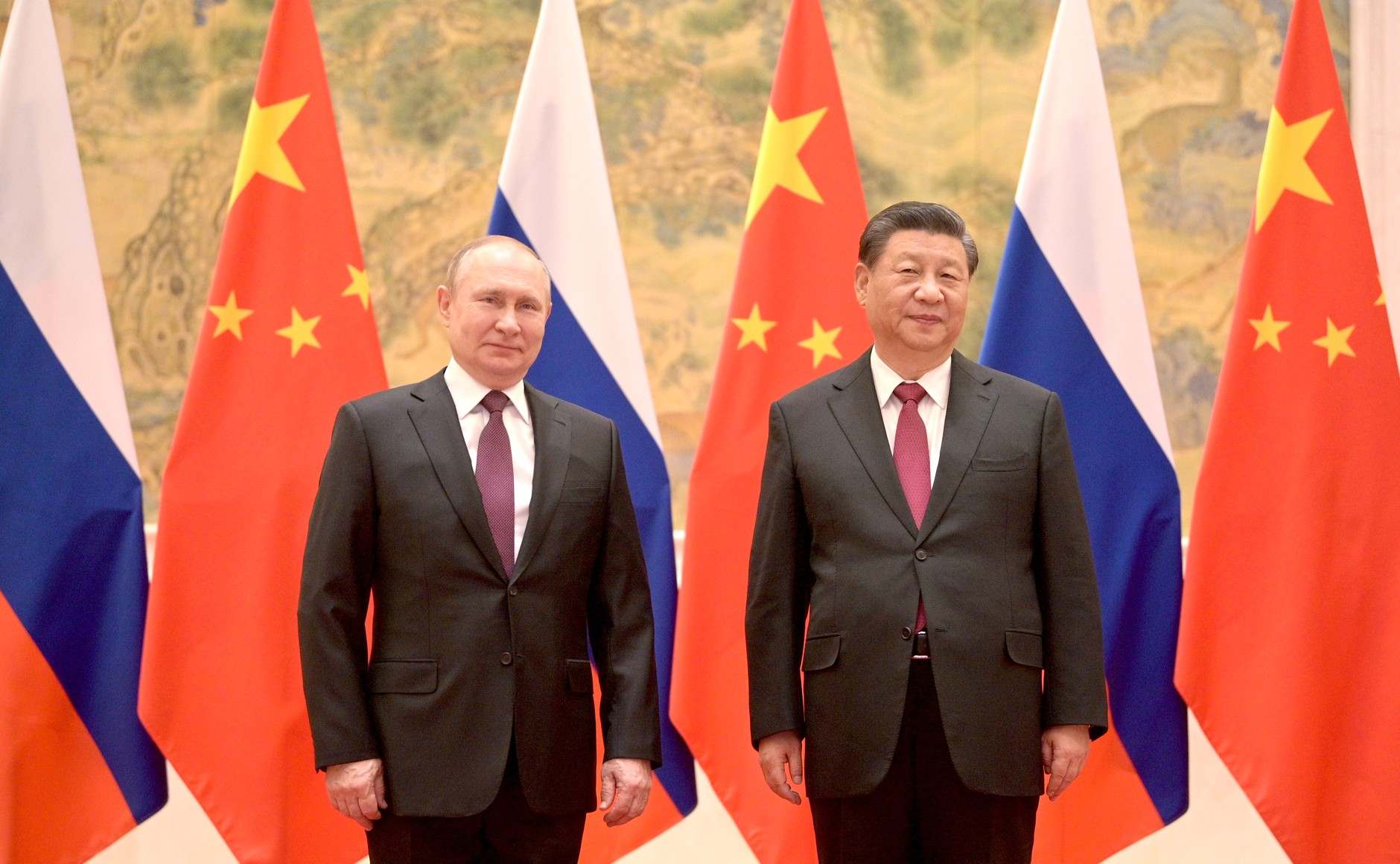
2022年2月，习近平在北京会见前来出席北京冬奥会开幕式的俄罗斯总统普京。

#### 第三任期（2022年至今）

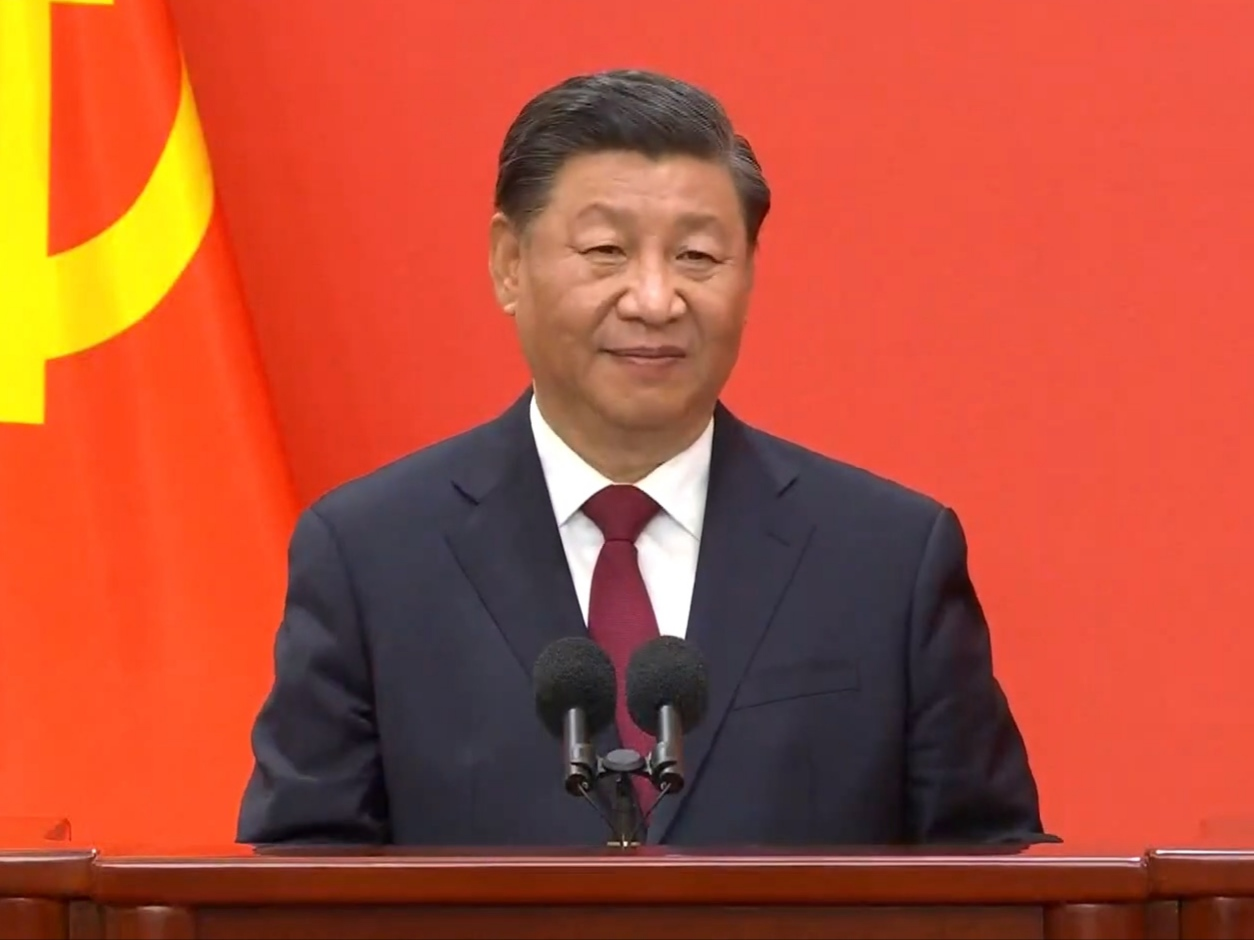
2022年10月，习近平在中共二十届一中全会上续任总书记后会见中外记者。

在2022年10月召开的中国共产党第二十次全国代表大会上，习近平首次提出要以中国式现代化推进中华民族伟大复兴。之后，69岁的习近平当选第二十届中央委员，并在中共二十届一中全会上再次连任中共中央总书记和中共中央军委主席，开始第三任期。改革開放確立「兩屆任期」惯例以後，他是中共歷史上首位打破傳統、連任三次的主要領導人。與習近平關係密切的李強、蔡奇、丁薛祥等人都進入中央政治局常委會，团派出身或者与胡锦涛关系密切的李克强、汪洋、胡春华等全部卸任政治局委员。2023年3月10日，习近平在十四届全国人大一次会议连任国家主席和国家军委主席，是中华人民共和国历史上第一位国家主席任期超过三届、主席任期超过10年的领导人。

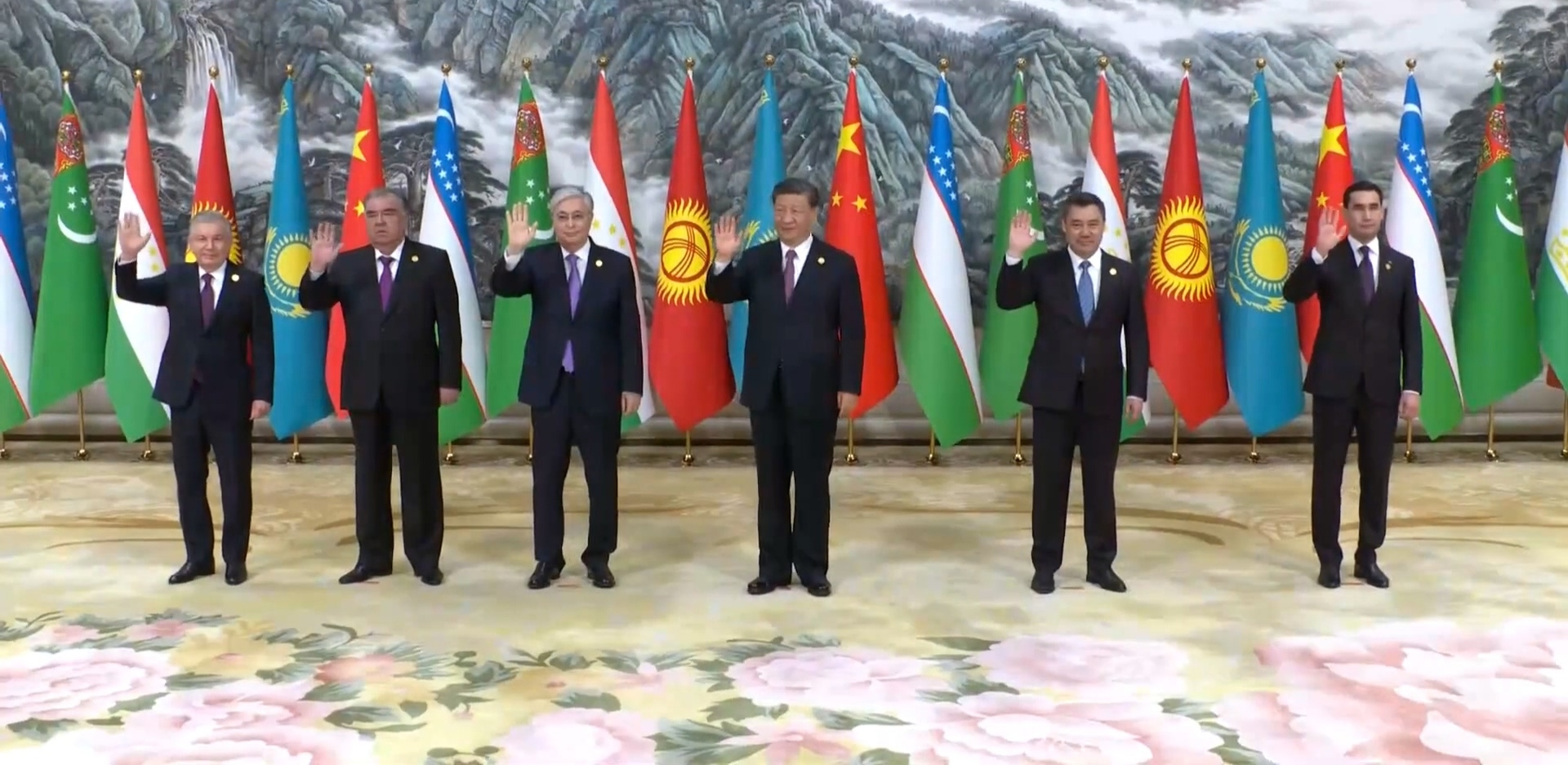
2023年5月，习近平在陕西西安与出席中国—中亚峰会的各国领导人合影。

在防疫方面，2022年11月10日，習近平在中共中央政治局常委會會議上，繼續強調堅定不移貫徹「動態清零」總方針，研究部署進一步優化防控工作的二十條措施。但在11月底，全国多地爆发反對「動態清零」政策抗議活動，有激进诉求将矛头指向共产党统治及習近平本人。12月1日，习近平对来访的欧洲理事会主席夏尔·米歇尔表示，他认为近日中国国内示威是源于抗疫三年民众感到沮丧，示威主体是青年在校学生；现流行的奥密克戎株远不如德尔塔株致命，中国总体疫苗接种率也较高，但老年人接种率低构成挑战。随后，中央废除了绝大多数疫情管控措施，事实上结束了“动态清零”政策，将防疫重心从防感染转向医疗救治。至2023年上半年，非常规的防疫工作实际上已经终结，相关措施逐渐与其它传染病趋同。

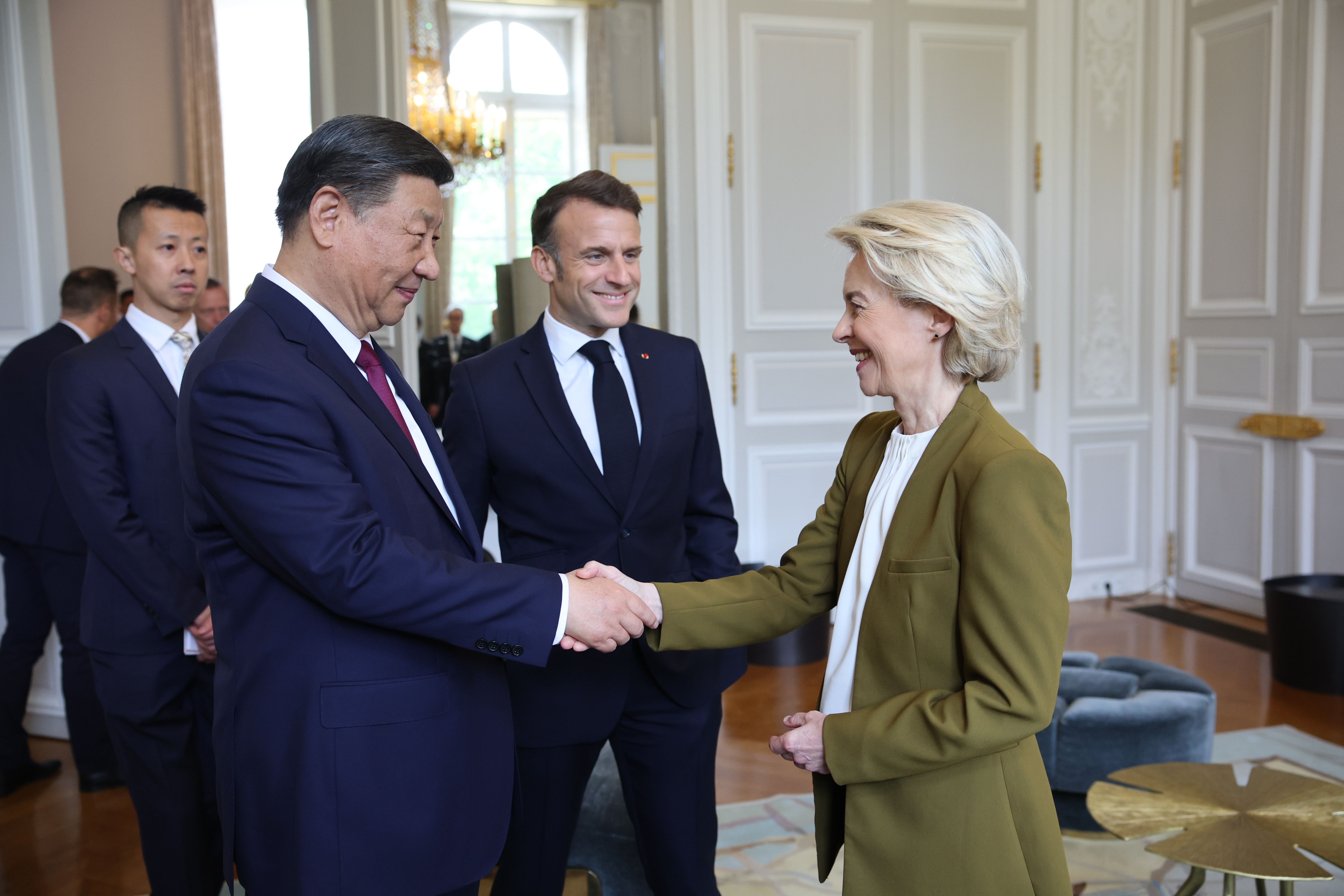
2024年5月，习近平与欧盟委员会主席冯德莱恩及法国总统马克龙在巴黎会面。

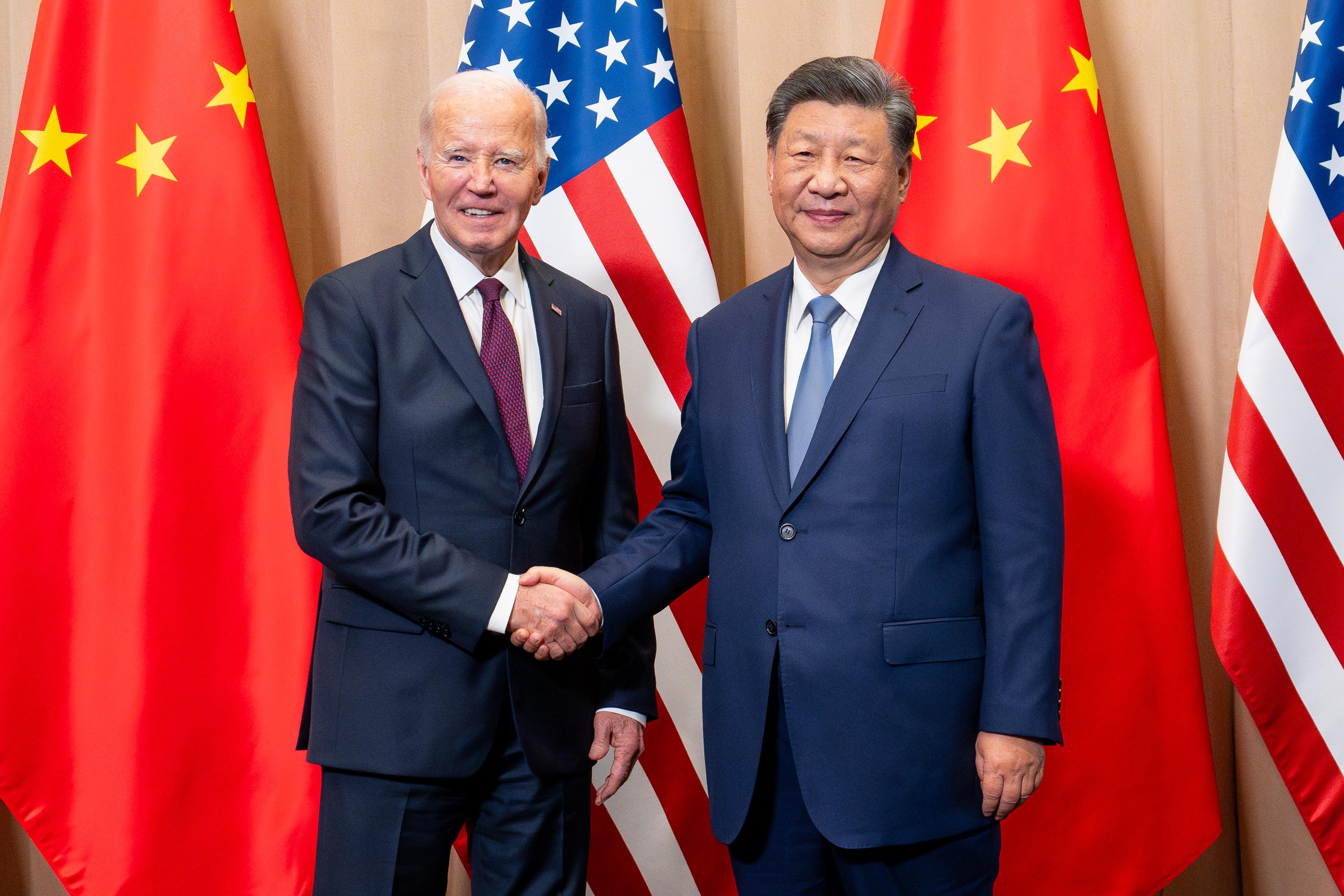
2024年11月，习近平在秘鲁利马会见美国总统拜登。

在国际财经方面，巴西、阿根廷、泰国等国相继宣布或讨论使用人民币结算国际贸易，人民币国际化加速推进。
在港澳台方面，为有效遏制台独，先后开展多次联合利剑军事演习，辽宁号、山东号亦参加。2023年7月24日，習近平回信香港培僑中學學生，鼓励学生厚植家國情懷。2024年7月30日，習近平回信祖籍寧波的香港企業家，肯定他們“對國家發展的貢獻，並期望繼續發揮各自優勢，積極主動融入國家改革開放大局”。2023年，在第十四屆全國人民代表大會第一次會議上，習近平提出要紮實推進「一國兩制」實踐和祖國統一大業，全面準確、堅定不移貫徹「一國兩制」、「港人治港」、「澳人治澳」、高度自治的方針。實現祖國完全統一是全體中華兒女的共同願望，是民族復興的題中之義。要貫徹新時代黨解決台灣問題的總體方略，堅持一個中國原則和「九二共識」，積極促進兩岸關係和平發展，堅決反對外部勢力干涉和「台獨」分裂活動，堅定不移推進祖國統一進程。2024年4月，馬英九繼2023年4月再次訪問中國大陸，習近平與其在北京人民大會堂舉行會晤，握手約15秒。習近平稱讚馬英九是一位推動台海「和平發展」的愛國人士，強調「兩岸同胞都是中國人」「制度的不同改變不了兩岸同處一個國家、一個民族的客觀事實」。

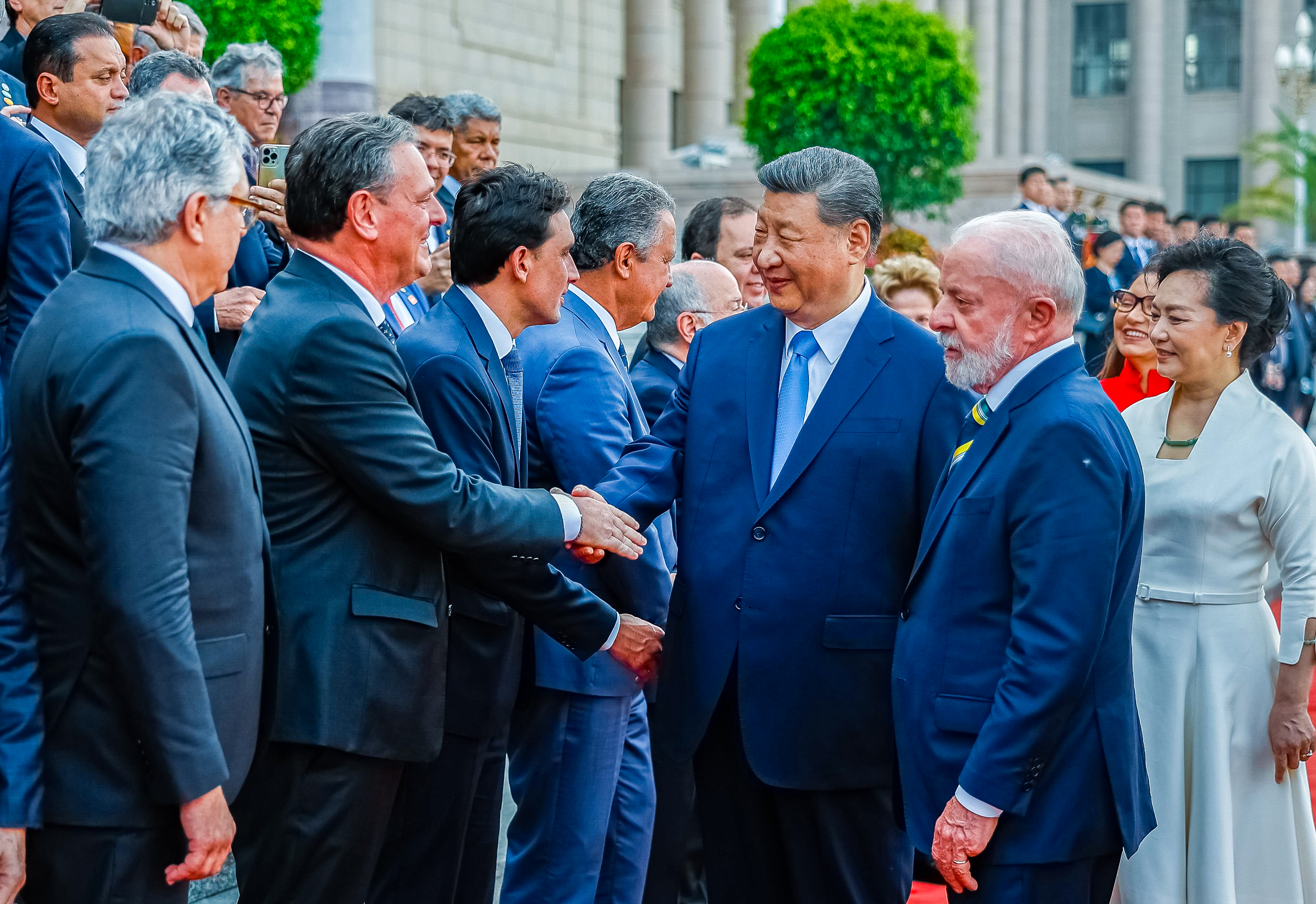
2025年5月，习近平与夫人彭丽媛在北京与随巴西总统卢拉访华的官员握手。

在监察方面，先后发生中国足坛腐败案和火箭军腐败案。其中在火箭军腐败案中，前后两任国务委员兼国防部长，中央军委委员魏凤和、李尚福、空军司令员丁来杭、火箭军司令员周亚宁、火箭军司令员李玉超等军方高层相继落马。
在军事方面，调整组建信息支援部队，同时撤销战略支援部队。
在行政方面，推行「基層減負」，提出要解決基層行政中形式主義的問題。
在發展和改革方面，在2024年7月18日中共二十屆三中全會提出「進一步全面深化改革、推進中國式現代化」。
在國內經濟方面，由於習近平力推的「房住不炒」政策導致中國房地產行業持續低迷，拖累中國經濟增長，習近平在2024年9月召開的中共中央政治局會議上宣布降低存款準備率，實施有力度的降息，促進中國房地產市場止跌回穩，不再談及之前一直強調的「房子是用來住的，不是用來炒的」。
在国际和外交方面，在疫情结束后，习近平继续加紧推动“中国特色大国外交”；接连通过多个重要的国际外交场合上与多个国家的领袖进行会晤，包括在亚太经济合作组织（APEC）的领袖峰会上，发表重要谈话；同时多国政要接连访问中国，削弱了美国遏制中国的影响，并且有意促成俄乌战争停火；举办第一屆中國—中亞峰會，进一步扩大中国在中亚的影响力；通过加深和沙特阿拉伯的合作，斡旋沙特与伊朗复交，和巴勒斯坦建立战略伙伴关系等行动，扩大中国在中东的影响力；举办第三届一带一路国际合作高峰论坛，发表主旨演讲。在第六屆中俄能源商務論壇致賀信，深化中俄雙方能源合作；參加上海合作組織阿斯塔納峰會，深化上海合作組織成員國間交流與合作；東帝汶總統首次對中國進行國事訪問，與東帝汶總統若澤·拉莫斯·奧爾塔在北京人民大會堂舉行會談；2024年7月8日，在釣魚台國賓館會見匈牙利總理歐爾班·維克托，推動中匈合作關係；2024年7月29日，在釣魚台國賓館會見意大利總理喬治亞·梅洛尼，推動中意合作關係。2024年11月秘魯APEC峰會期間，習近平與日本新任首相石破茂會面，兩人同意盡快將福島核廢水排放問題達成的共識轉化為行動，中方又對日本單方面重新開放停留15天的免簽政策。習近平為了進一步改善與日本的關係，中方隨後通知日方，計劃將中國設置在日本國專屬經濟區內，位處釣魚島西北約80公里處的浮標移走，日本對此舉表示歡迎。

## 兴趣爱好
習近平曾經在福建任職多年，愛好閩南語，听得懂闽南语但不会讲，並在2015年聽到朱立倫與國民黨智庫執行長尹啟銘講的閩南語笑話而捧腹大笑，習近平認為闽南語流行歌曲《愛拚才會贏》象徵著廈門的拼搏精神。同时也会听得懂基本的福州话并且会说一些简单的福州话，但发音并不准确。在体育运动方面，習近平喜爱足球，其少年求学时期即喜好足球运动，曾是学校足球队成员，并常亲自前往观看球赛。担任国家领导职务后，曾多次在公开场合表达对中国足球运动发展的期许，甚至实地展现其足球功底，也曾主导中国足坛反腐风暴。2008年7月考察北京奥运会秦皇岛赛区时，曾看望中国国家女子足球队并获赠球衣。2009年10月作为中華人民共和国副主席访问德国期间，曾表示“中国有一流的球迷和世界可观的足球市场，但目前水平还比较低，希望可以迎头赶上。”2012年2月访问爱尔兰都柏林时，曾参观爱尔兰盖尔运动协会总部，并公开展示球技。2015年2月27日，習近平主持召開中央全面深化改革領導小組第十次會議，審議通過《中國足球改革發展總體方案》。
同时，他也喜爱游泳和围棋，并将此作为日常休闲活动。2013年6月7日至8日，习近平与时任美国总统的贝拉克·奥巴马在加州安纳伯格庄园举行私人会谈，习近平称每天游泳1千米。习近平任国务院副总理耿飚秘书时，他俩有着共同的爱好，都喜欢下围棋。耿飚让身边所有的工作人员都要学下围棋，他认为这能够训练他们的大局观。习近平还专门找好友聂卫平学下棋。其对爬山、排球等运动亦比较喜爱，也曾在年轻时练习过拳击。此外，习近平曾有吸烟的习惯。

## 家庭
習近平所在的习姓家族可以追溯到河南邓州的堰子里（今十林镇习营村），明朝初年的习思敬被许多习姓后人称为一世始尊，习思敬之墓坐落在习营村的西南隅，习氏祠堂建在习思敬墓的南边20米处。习思敬的后人习永盛（习仲勋祖父）于清光绪二年即1876年（另一种说法是1882年）带着家人从邓县逃难到了陕西富平县，习永盛之子习宗德（习仲勋父亲）于1885年出生，习宗德与柴菜花（习仲勋母亲）于1913年生下长子习仲勋。习仲勋与齐心在1944年结婚，1953年生下长子习近平。
习近平的首任妻子是中国外交官柯华之女柯玲玲（一說柯小明），二人于1979年结婚。结婚两三年后，柯玲玲想與習一同移民英国，但習坚拒前往，兩人随即离婚，离婚时间在1982年习离京赴冀前夕。现妻是彭丽媛，中国大陆女高音歌唱家、歌剧表演艺术家，曾任总政歌舞团团长，中国音乐家协会副主席，前任解放军艺术学院院长，中国人民解放军文职二级军衔。1986年底经人介绍与習近平相识，1987年9月1日两人在厦门結婚，1992年女儿習明泽在福州出生。習近平进入中央之前，彭丽媛的知名度比丈夫更高。
习近平的独生女习明泽1992年6月25日在福州出生。中学时就读于杭州外國語學校，修讀英語和法語。2008年汶川大地震时曾以志愿者的身份前往四川绵竹的汉旺东汽小学，参与抢救伤者、心理辅导的慈善义工。2009年8月，習明泽进入浙江大学外国语学院同声传译专业学习。2012年，英美媒体曾报道習明澤在美国哈佛大学的留学生活，称中国大陸官方派员全天24小时严密保护。据英美港台多家媒体报道，习明泽于2014年3月21日回国参加了习家接待美国第一夫人米歇爾·奧巴馬的晚宴。报道指，习明泽最后学期转到东剑桥区用假名租了一间住所，保安十分严密。根据资料，2014年是习明泽在哈佛本科的最后一年。2015年3月，哈佛大学教授傅高义在接受美国之音采访时证实，習明澤已經返回中國大陸，同时否认了習明澤在哈佛就讀期間“受到特別對待”。
2025年3月，美國國家情報總監公佈一份「中國共產黨領導層財富與貪腐情事」報告，指出習近平的家族成員，包括其兄弟姐妹與姪兒女，一共持有價值超過10億美金的商業投資與房地產，儘管未發現習本人直接參與投資，其影響力也為家族帶來可觀的資產，相似於2012年時溫家寶家族持有27億美金的資產。

## 評價与争议
2010年德国《明镜周刊》引述维基解密陆续公开的美国外交密电披露，习近平「从一开始就想着进中央领导层」，故此一直小心翼翼，深藏不露，形容他虽是权斗的胜利者，但显然不是「中国的戈尔巴乔夫」，对民主改革缺乏兴趣，又指习近平相信太子党才是共产革命的「合法继承人」，认为只有精英政治才能维持社会稳定，带领中国富强。但习近平称：“我反复强调，江山就是人民，人民就是江山，打江山、守江山守的是人民的心，就是要告诫全党同志，对我们这样一个长期执政的党而言，没有比忘记初心使命、脱离群众更大的危险。”
作为中国最高领导人，习近平受到了来自多方面正反各异的评价。習近平曾13次入選時代百大人物，为2004年以来上榜次數之最。其被指是继邓小平后，最锐意改革的领导人，在稳健风格中散发自信。2014年为《时代》撰文的前美国驻华大使洪博培称，习近平是继邓小平以后最具有转型色彩的中国领导人；洪还认为，习近平將代表中国成为第一位真正的全球领袖。《經濟學人》則在中共十九大舉行前夕，稱習近平在全球議題上比時任美國總統更具影響力。第十四世达赖喇嘛也于2014年称赞习近平“更务实、更开明”，并认为中国在习近平上任后开创了一个新时代。他还说习近平希望创建比其前任胡锦涛任内更为和谐的社会，并且坚决打击腐败，達賴还指出习近平相当勇敢，他的行动为自己在党内资深干部间树敌颇多。2018年，习近平被评为福布斯杂志全球最具影响力人物第一位。全国政协主席俞正声称他“有很强的民主意识和民主作风”，“远远超出我当年在一个地方、一个部门主持工作时听取班子成员意见的民主化程度”。
習近平所領導的黨政機關展開強力施政，使之在一段時間內獲得正面評價，普遍上滿意度有所提升，但在一系列政策之下，對習近平的看法也在逐漸變化，特別是黨內自由派與共產主義者（如起初對於習近平的改革表態支持的原中共中央黨校教授蔡霞，儘管已退休且無涉及不法，仍因批評習近平的言論流出而被開除黨籍，後來並開始移居海外公開批評他），加上中國民情的變化，一些中國人批評他的管制能力缺乏包容，並懷念曾經寬鬆的政治環境。2022年9月28日，皮尤一項民调顯示，习近平統治十年以來全球發達國家对中国反感度激增。2022年以来，習近平針對2019冠状病毒病疫情力推的清零政策也引發了不少爭議，甚至在中共二十大前發生了「北京四通桥抗议」事件，并於其在中共二十大上再次连任中共中央总书记后不久爆發了其任内乃至1989年以来最大規模的反政府示威事件。德國《明鏡周刊》透露，根據德國聯邦情報局調查，世界衛生組織總幹事譚德塞與習近平在2020年1月21日通話時，習近平要求世衛不要發布冠状病毒人傳人的訊息，及延後全球大流行的警告。德國政府的結論是由於習近平下令封鎖消息，全球損失4到6個星期的時間對抗病毒，如果不是中國隱瞞訊息，疫情會容易控制得多。

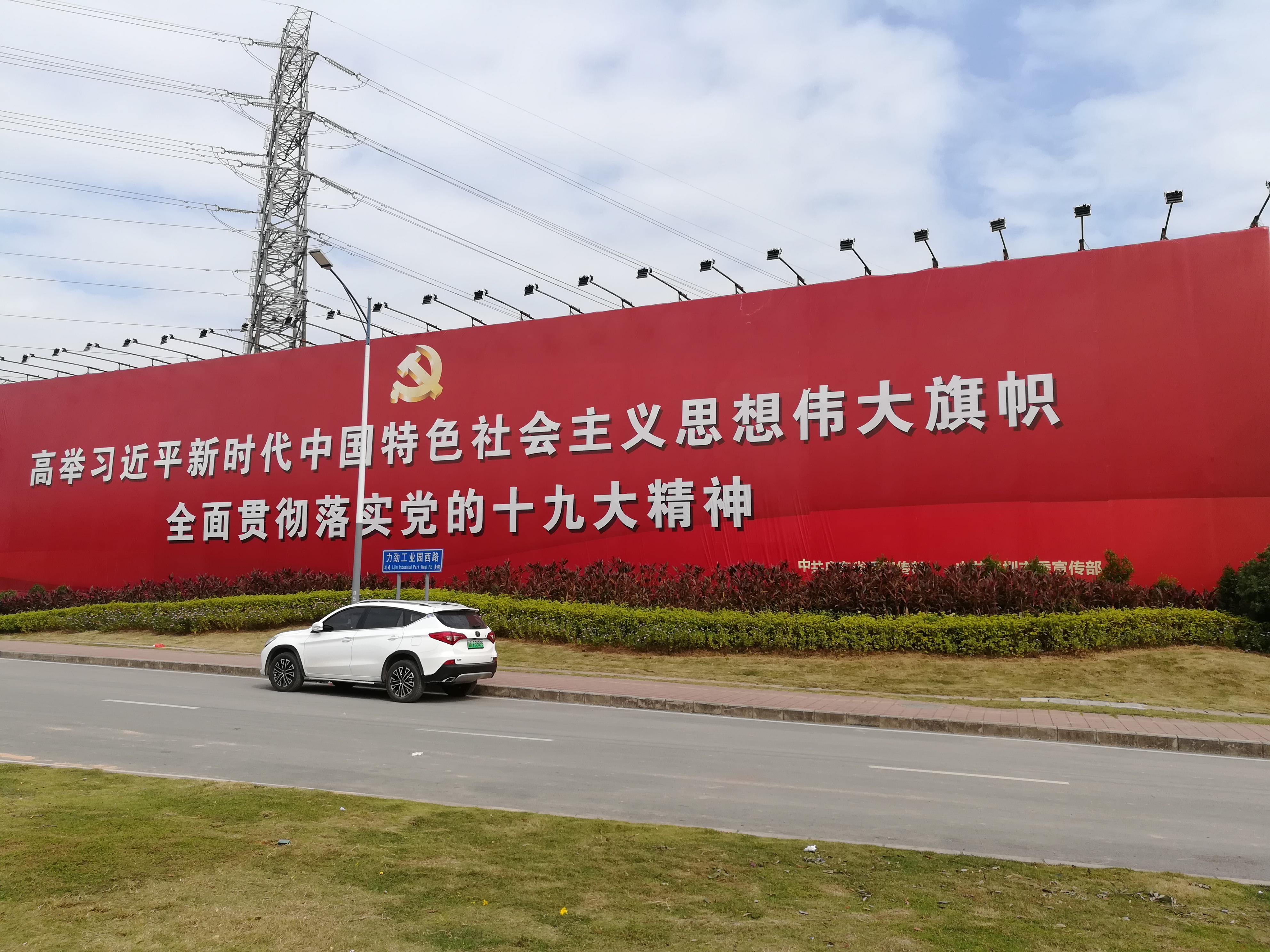
广东省深圳市龙华区一道路放置的习近平新时代中国特色社会主义思想宣传标语。

《纽约时报》认为习近平利用反腐、亲民秀和宣扬“中国梦”等手法，并加以铺天盖地的正面宣传控制，正在试图在中国内部广泛树立他的“领袖魅力”，企图将中国带回文革个人崇拜极具疯狂的时代。美国前国务卿蓬佩奥评价“习近平总书记是一个破产的极权主义意识形态的真正信仰者”。美国之音认为，中共十九大召开之际，中国官媒对习的个人崇拜宣传跟当年对毛的宣传愈加相似。但也有媒体和学者持不同看法，认为习近平在成就方面实际上无力与毛泽东比肩，且习近平的思想实际上与毛泽东并不相同。第46任美国总统乔·拜登接受美国哥倫比亞廣播公司（CBS）访问时形容习近平“非常聪明”、“非常强硬”、但“他骨子裏並無民主”。而德國媒體則觀察到習政府與民意（即中國民族主義）之間的相互加強關係，但習近平擁有的地位也可以对民意产生約束力，他可以控制逐漸沸騰的民间情緒，並回歸到理智的国际战略而非盲目乐观之中，对他本人和中國民族主義的评价将取决于他未来的行为。2022年10月，中共二十大召開期間，《紐約時報》發表評論文章，認為習近平正將中國帶向極權國家。同時2022年12月底，在政府积极应对2019冠状病毒病疫情近三年后，因疫情防控效果逐渐不佳，且大规模长时间封控造成部分民众生活困难乃至引发民怨。在动态清零政策难以为继的局面下，選擇急轉迅速大幅度放宽防疫政策，成功完成“快速过峰”，但也造成感染人数和因2019冠状病毒病间接死亡人数直线攀升。同时，政策调整前后出现的状况也导致不少民众产生怨言。多家媒体的评论认为这些现象体现了习近平的形象和权力“盛极而衰”，且遭受了其未曾设想的损害。。
原中共中央顾问委员会委员、中共中央组织部副部长李锐对习近平学历的真实性持怀疑态度，认为其真实水平只有小学程度，李锐又批评习近平当上总书记后刚愎自用，不听他人劝告。
美國空軍大學中國航空航天研究所研究主任李伊（Roderick Lee）表示，牽涉解放軍極高層的2023年中國火箭軍腐敗案顯示習近平主導10年的反腐敗工作沒有取得太大成果，更動搖了其對台灣動武的信心。
2019年4月2日，美國總統特朗普在共和黨全國委員會年會上表示習近平喜歡被他當面稱呼為「國王」，他們之間的關係非常好。
2023年6月20日，美國總統喬·拜登在出席加州的一場募捐活動時，提到年初的疑似間諜氣球事件，間接稱習近平為「獨裁者」，中方聞訊後不滿，儘管中方自己曾有「定於一尊」的說法。同年11月15日，習近平与拜登在APEC峰會期間舉行雙邊會談，拜登在兩人會面後的記者會上再次重申習近平是一名獨裁者，源於共產黨統治下的一人統治體制。2023年9月，德国外交部长安娜琳娜·貝伯克也稱習近平是獨裁者，中国發出谴责，斥責德国外长的言论“极其荒谬”的政治挑衅。不過新西兰总理希普金斯認為這可以再討論，因為中国的政府形式是中国人決定的，他又進一步稱“如果他们（中国人）想改变政府体系，那将是他们（中国人）的事情”。
已任職四屆俄羅斯總統，也以長時間掌權聞名的普京，則認為“習近平不是根據一時一勢來作決定的領導人，他會對形勢進行分析評估，著眼未來作出長遠考慮。”他強調長期執政的重要性。普京又舉例“這就是真正的世界領袖與我們稱之為‘臨時工’的人之間的區別。‘臨時工’只來五分鐘，在國際舞臺上秀一番，然後消失得無影無蹤。”並高度評價這種相似性正是中俄友誼的基石。

## 軼事
- 2009年2月，時任中国國家副主席習近平在墨西哥會見華僑時說：“有些吃飽了沒事幹的外國人，對我們的事情指手畫腳。中國一不輸出革命，二不輸出飢餓和貧困，三不去折騰你們，還有什麼好說的。”習近平講到，在當時的國際金融風暴中，中國能夠基本解決13億人口的吃飯問題已經是對全人類最偉大的貢獻[279]。
- 2016年9月，杭州G20峰會開幕演講中，習近平把先秦史籍《國語·晉語四》中的一句“輕關易道，通商寬農”，錯讀為“通商寬衣”[註 6]。有網民指，習把寬農讀成寬衣，說明他事先根本沒讀過講稿，也不關心講稿內容。事件的“負面效應”很快在網上發酵，當局開始全網封殺有關話題和視頻。據了解，至少有一名在北京的媒體記者因在微信朋友圈傳這段習近平出醜的視頻和文字，被公安帶走問話[280]。
- 2017年6月，中俄在哈薩克斯坦舉行的雙邊會晤中，由於中國代表團短暫的遲到，這使得習近平獨自坐在普京和他的7個代表團成員的對面，此時普京笑着稱習是“一個孤獨的戰士” [281]。據了解，該視頻被中國官方媒體剪裁去沒有對外報導，而被俄羅斯媒體對外披露[282]。
- 2019年，中俄聖彼得堡國際經濟論壇上，俄羅斯女記者提問说，美国川普总统以非常强势手腕，迫使加拿大、墨西哥、日本和他达成对美国有利的协议，问习近平要如何应对川普，如何捍卫中国利益。習近平先是沉默良久後才慢慢翻開手中的一疊資料說：“我看看我準備的這個本本兒上有沒有這個內容……”，引发了现场一阵笑声，緊接著现场翻譯也將這段原話翻出[283][284]。
- 2022年11月，習近平和加拿大總理特魯多在二十國集團（G20）峰會現場的一段私下對話片段在推特上引起熱議。視頻中，習近平用訓誡的口吻對特魯多表示，他不滿加方向媒體透露了兩人之前的談話內容[285]。
- 2023年11月，正在参加APEC峰会的习近平与时任泰国总理赛塔·他威信寒暄时聊到体育话题，表示自己手小，“抓篮球抓不住，踢足球还行”。谈及前一日中国男足2-1战胜泰国队的比赛时，身为球迷的习近平坦言中国队“侥幸成分大”，并表示“我现在对我们国家的足球队呢，我不敢肯定他们的水平，有起伏”。[286]

## 榮譽

### 勋章
| 授予国家／机构 | 勋章                     | 日期           | 地点           | 授予者                                    | 参考资料 |
| -------------- | ------------------------ | -------------- | -------------- | ----------------------------------------- | -------- |
| 國際奧委會     | 奥林匹克金质勋章         | 2013年11月19日 | 人民大会堂     | 主席巴赫                                  | [ 287 ]  |
| 比利时         | 利奥波德大绶带勋章       | 2014年3月30日  | 布鲁塞尔       | 国王菲利普                                | [ 287 ]  |
| 委內瑞拉       | 解放者勋章               | 2014年7月20日  | 加拉加斯       | 总统马杜罗                                | [ 287 ]  |
| 古巴           | 何塞·马蒂勋章            | 2014年7月22日  | 哈瓦那         | 国务委员会主席兼部长会议主席劳尔·卡斯特罗 | [ 287 ]  |
| 巴基斯坦       | 巴基斯坦勋章             | 2015年4月21日  | 伊斯兰堡       | 总统侯赛因                                | [ 287 ]  |
| 国际田联       | 国际田联金质荣誉勋章     | 2015年8月22日  | 北京国家体育场 | 主席迪亚克                                | [ 287 ]  |
| 沙烏地阿拉伯   | 阿卜杜勒-阿齐兹勋章      | 2016年1月19日  | 利雅得         | 国王萨勒曼                                | [ 288 ]  |
| 塞爾維亞       | 共和国一级荣誉勋章       | 2016年6月18日  | 贝尔格莱德     | 总统尼科利奇                              | [ 288 ]  |
| 白俄羅斯       | 和平与友谊勋章           | 2016年9月29日  | 人民大会堂     | 总统卢卡申科                              |          |
| 秘魯           | 大十字勋章               | 2016年11月21日 | 秘鲁国会大厅   | 国会主席萨尔加多                          | [ 288 ]  |
| 俄羅斯         | 圣安德列勋章             | 2017年7月4日   | 克里姆林宫     | 总统普京                                  | [ 288 ]  |
| 巴勒斯坦       | 巴勒斯坦国最高勋章       | 2017年7月18日  | 人民大会堂     | 总统阿巴斯                                | [ 288 ]  |
| 阿联酋         | 扎耶德勋章               | 2018年7月20日  | 阿布扎比       | 王储穆罕默德                              | [ 289 ]  |
| 塞内加尔       | 国家雄狮勋位团大十字勋章 | 2018年7月21日  | 达喀尔         | 总统萨勒                                  | [ 290 ]  |
| 阿根廷         | 解放者圣马丁大项链级勋章 | 2018年12月2日  | 布宜诺斯艾利斯 | 总统马克里                                | [ 291 ]  |
|                | 玛纳斯一级勋章           | 2019年6月13日  | 比什凯克       | 总统热恩别科夫                            | [ 292 ]  |
|                | 王冠勋章                 | 2019年6月15日  | 杜尚别         | 总统拉赫蒙                                | [ 293 ]  |
|                | 金鹰勋章                 | 2022年9月14日  | 努尔苏丹总统府 | 总统托卡耶夫                              | [ 294 ]  |
|                | 最高友谊勋章             | 2022年9月15日  | 撒马尔罕       | 总统米尔济约耶夫                          | [ 295 ]  |
| 南非           | 马蓬古布韦勛章           | 2023年8月22日  | 約翰內斯堡     | 总统拉马福萨                              |          |

### 其他荣誉
| 授予机构         | 荣誉                         | 日期           | 地点                   | 授予者                | 参考资料        |
| ---------------- | ---------------------------- | -------------- | ---------------------- | --------------------- | --------------- |
| 圣何塞市         | 城市钥匙和城市贵宾证书       | 2013年6月3日   | 哥斯达黎加圣何塞市     | 市长阿拉亚            | [ 287 ]         |
| 墨西哥城         | 城市钥匙、勋章和荣誉市民证书 | 2013年6月5日   | 墨西哥城               | 市长曼塞拉            | [ 287 ]         |
| 纳扎尔巴耶夫大学 | 荣誉教授                     | 2013年9月7日   | 哈萨克斯坦阿斯塔納     |                       | [ 287 ]         |
| 布宜诺斯艾利斯   | 城市钥匙                     | 2014年7月19日  | 布宜诺斯艾利斯         | 市长马克里            | [ 287 ]         |
| 布拉格市         | 城市钥匙                     | 2016年3月29日  | 捷克布拉格             | 市长科尔娜乔娃        | [ 296 ]         |
| 马德里市政厅     | 城市金钥匙                   | 2018年11月28日 | 西班牙马德里           | 市长卡梅纳            | [ 297 ]         |
| 约翰内斯堡大学   | 工程学荣誉博士               | 2019年4月11日  | 南非约翰内斯堡         |                       | [ 298 ] [ 299 ] |
| 圣彼得堡国立大学 | 名誉博士学位                 | 2019年6月6日   | 俄罗斯圣彼得堡国立大学 | 校长尼古拉·克罗帕切夫 | [ 300 ]         |
| 沙特国王大学     | 名誉博士学位                 | 2022年12月8日  | 沙特阿拉伯利雅得王宫   | 教育大臣本延          | [ 301 ]         |

## 著作
- 《习近平谈治国理政》2014年起由外文出版社出版，是按专题汇集的文集，已经出版4卷，
  - 第一卷2014年10月出版，第二卷2017年11月出版；第三卷2020年6月出版；第四卷2022年6月出版。

- 《习近平著作选读》2023年起由人民出版社出版。是按届次分卷时间排序的著作文集
  - 第一卷收录了在2012年11月至2017年10月十八届期间的著作71篇。
  - 第二卷收录了在2017年10月至2022年10月十九届期间的著作75篇。

### 引用
1. ↑  . 凤凰卫视. 2010-06-16  [2012-11-15]. （原始内容存档于2012-06-30）.
2. ↑  叶奥. . 多维新闻. 2015-09-11  [2021-04-22]. （原始内容存档于2021-05-07）.
3. 1 2  王淨文. . 新纪元周刊. 2018-07-04  [2021-04-20]. （原始内容存档于2021-01-15）.
4. ↑  . 清華校友網. 2007-03-26  [2020-07-02]. （原始内容存档于2022-07-02） （中文（简体））.
5. ↑  . 人民网. 北京市.   [2016-07-03]. （原始内容存档于2019-04-10） （中文（中国大陆））.
6. ↑  . 大公报. 2011-03-09  [2013-03-27]. （原始内容存档于2017-07-31）.
7. ↑  .   [2023-07-01]. （原始内容存档于2023-07-01）.
8. ↑  . 新华网. 2017年10月. 十八大以来这5年，习近平总书记总揽国家发展的时和势，作出全局性的谋划部署。
9. ↑  . 紐約時報中文網. 2023-03-10  [2023-10-20]. （原始内容存档于2023-11-01）.
10. ↑  . 德国之声中文网.   [2023-10-20]. （原始内容存档于2023-08-20）.
11. ↑  . 2023-03-10  [2023-10-20]. （原始内容存档于2023-03-14）.
12. ↑  . 東方日報. 2016-10-27  [2016-10-27]. （原始内容存档于2020-11-09）.
13. ↑  新华社. . 中央政府门户网站. 2007-03-24  [2020-12-19]. （原始内容存档于2020-12-27）.
14. 1 2 3 4  . 凤凰网. （原始内容存档于2020-05-12）. 1953年，习近平出生......习近平被分到北京第二十五中学。
15. ↑  . 新浪体育. 2012-03-06  [2014-06-28]. （原始内容存档于2014-11-29）. 哦对了，我得补充一句，我这么说，是因为我们八一中学可是我们习近平副主席的母校！
16. ↑  . 人民网—中国共产党新闻网. 2015-10-26  [2018-02-26]. （原始内容存档于2019-05-02）.
17. ↑  . 中国共产党新闻网. 2012-03-06  [2014-06-28]. （原始内容存档于2014-11-29）.
18. 1 2 3 4 5 6 7 8 9  楊中美. . 時報出版社. 2010-06-16  [2016-02-12]. （原始内容存档于2016-12-27）.
19. ↑  . News.ifeng.com. 2012-11-15  [2017-05-23]. （原始内容存档于2020-05-12）.
20. ↑  . 北京市八一学校校友会.   [2023-03-12]. （原始内容存档于2020-12-27）.
21. ↑  . 北京市八一学校校友会.   [2023-03-12]. （原始内容存档于2020-12-27）.
22. ↑  . 文汇报. 2015-09-11  [2020-12-12]. （原始内容存档于2020-12-27）. 那是1965年的秋季，当时习近平和他的一些小学同班学友，都进入一（四）班学习
23. ↑  . 新京报. 2015-09-09  [2018-02-26]. （原始内容存档于2018-02-25）.
24. ↑  . 人民网. 2014-03-30  [2018-02-26]. （原始内容存档于2018-02-26）.
25. 1 2  储百亮; 狄雨霏. . 纽约时报. 2015-09-20  [2017-08-17]. （原始内容存档于2017-08-18）.
26. ↑  . 中国青年报. History.sohu.com. 2014-09-12  [2017-05-23]. （原始内容存档于2017-07-31）.
27. ↑  . 2004-08  [2023-07-17]. （原始内容存档于2023-07-17）.
28. ↑  储百亮. . 纽约时报中文网. 2017-10-10  [2022-11-07]. （原始内容存档于2022-11-09） （中文（简体））.
29. ↑  . 凤凰网. 2014-06-12  [2014-06-19]. （原始内容存档于2014-06-18）.
30. ↑  . 凤凰网.   [2014-01-24]. （原始内容存档于2020-05-12）. 1969年，习近平与上万名北京知青一起，......习近平被当地推荐为工农兵学员。
31. ↑  . Money.chinatimes.com. 2016-06-08  [2017-05-23]. （原始内容存档于2015-09-29）.
32. ↑  . 2012-11-27  [2016-02-12]. （原始内容存档于2016-09-28）.
33. ↑  李静. . 新唐人电视台. 2016-05-25  [2021-04-02]. （原始内容存档于2021-05-07）.
34. ↑  . 自由亞洲電台. 2013-04-30  [2013-04-30]. （原始内容存档于2015-05-05）.
35. ↑  林詩遠 (编). . 大紀元. 2015-06-24  [2015-06-23]. （原始内容存档于2015-06-24）.
36. ↑  . 新维资讯网.   [2015-12-21]. （原始内容存档于2016-01-11）.
37. 1 2 3 4 5 6  IAN JOHNSON. . 纽约时报中文网. 2012-10-01  [2018-08-14]. （原始内容存档于2018-08-01）.
38. ↑  崔慈悌; 賀靜萍. . 中國時报. 2015-11-08  [2015-10-03]. （原始内容存档于2015-12-22）.
39. ↑  . 苹果论坛. 2015-10-03  [2023-03-12]. （原始内容存档于2015-12-22）.
40. ↑  . 老人报. 2011-11-30  [2012-11-21]. （原始内容存档于2012-11-18）.
41. ↑  沈念祖. . 经济观察报. 2012-11-16  [2023-03-12]. （原始内容存档于2013-07-18）.
42. ↑  . www.xinhuanet.com.   [2023-06-05]. （原始内容存档于2023-06-06）.
43. ↑  . 中国新闻网. 2015-02-06  [2023-03-12]. （原始内容存档于2015-09-05）.
44. ↑  . 学习时报. 2017年3月21日  [2024年11月18日]. （原始内容存档于2022年10月20日）.
45. ↑  李锐. . : 373.
46. ↑  钟兆云. . 党史博览. 2021年, (3期).
47. ↑  何载. . 中共党史出版社. 2013. ISBN 9787509822173.
48. ↑  . 僑報网.   [2012-11-21]. （原始内容存档于2016-02-15）.
49. ↑  . 学习时报.   [2024-11-19]. （原始内容存档于2024-12-01）.
50. ↑  Chan, Alfred L. . New York, NY: Oxford University Press. 2022: 93. ISBN 9780197615225. Xiang Nan, too, had wanted to leverage the reform momentum and build an express highway linking Xiamen with Fuzhou, which would be the first-ever such highway in China. Xiang assigned Xi to take charge, hoping that his connections could boost the fundraising efforts. Yet, just when Xi was assuming his new position, Xiang Nan was implicated by the Jin Jiang counterfeit medicine scandal. Although Xiang was not directly involved, his conservative political enemies at the capital—Chen Yun, Wang Zhen, Song Ping, and Hu Qiaomu—launched a media criticism campaign against him. Under pressure, Xiang resigned, and Xi lost his immediate patron.  Xi's plan of giving Xiamen a makeover was rejected by the new provincial leadership.12 The successor to Xiang Nan, Chen Guangyi, was a former subordinate of Song Ping's and was uninterested in the highway, so the plan was shelved and Xi lost an opportunity to promote himself.
51. ↑  北明. . 自由亚洲电台.   [2024-11-19]. （原始内容存档于2024-09-30）.
52. ↑  厦门市地方志编纂委员会.  第一版. 北京市: 方志出版社. : 1059. ISBN 7-80192-026-0.
53. ↑  . 学习时报.   [2024-11-19]. （原始内容存档于2024-12-02）.
54. ↑  杨筱怀. . 中华儿女. 2000年, (第七期).
55. ↑  钟坚. . 凤凰周刊. 2015年, (第28期总第557期).
56. ↑  . Radio Free Asia. 2020-01-27  [2024-04-28] （中文）.
57. ↑  张铭清. . 人民网.   [2024-11-20]. （原始内容存档于2024-12-01）.
58. ↑  . 陕西传媒网转自凤凰网.   [2012-11-21]. （原始内容存档于2013-03-01）.
59. ↑  “习近平同志一直要求公安机关当好人民群众的‘保护神’”—— 《习近平在福建》（二十一） （页面存档备份，存于）.學習時報.
60. ↑  张铭清. . 人民日报 (1990年5月21日).
61. ↑  . 中国共产党新闻网. 2017-05-04  [2018-10-23]. （原始内容存档于2018-10-24）.
62. ↑  . 学习时报.   [2022-09-30]. （原始内容存档于2022-10-20）.
63. ↑  . 经济日报.   [2022-09-30]. （原始内容存档于2023-03-11）.
64. ↑  . news.sina.com.cn.   [2023-03-03]. （原始内容存档于2018-06-02）.
65. ↑  . www.fj.chinanews.com.cn.   [2022-03-25]. （原始内容存档于2022-03-25）.
66. ↑  . 中国新闻网. 2000-01-27  [2022-04-27]. （原始内容存档于2022-05-17）.
67. ↑  . 中国新闻网. 2000-01-29  [2012-11-21]. （原始内容存档于2013-03-28）.
68. ↑  . 搜狐网.   [2012-11-21]. （原始内容存档于2016-03-04）.
69. ↑  . 大洋网. 2002-10-12  [2008-06-12]. （原始内容存档于2014-08-08） （中文（简体））.
70. ↑  . 新华社. 2007-10-22  [2012-08-18]. （原始内容存档于2012-11-19）.
71. ↑  . 江南时报 (人民网). 2002-11-22: 第十一版  [2008-06-12]. （原始内容存档于2015-05-24） （中文（简体））.
72. ↑  . 中广网. 2003-01-22  [2008-06-12]. （原始内容存档于2008-04-30） （中文（简体））.
73. 1 2  . 新华网-浙江频道. 2007-03-27  [2012-11-21]. （原始内容存档于2012-01-26）.
74. ↑  翁仕友. . 《决策》杂志. 2005-10-14  [2012-11-21]. （原始内容存档于2014-08-10）.
75. ↑  . 中国新闻网. 2007-01-29  [2012-11-21]. （原始内容存档于2013-03-29）.
76. ↑  . 中国政府网.   [2025-03-17].
77. ↑  . 新华网. 2007-03-25  [2008-06-12]. （原始内容存档于2008-06-20） （中文（简体））.
78. ↑  陈文龙. . 中华网. 2007-05-26  [2008-06-12]. （原始内容存档于2007-07-13） （中文（简体））.
79. ↑  . 搜狐网. 2007-03-24  [2008-06-12]. （原始内容存档于2007-10-16） （中文（简体））.
80. ↑  周世雄. . 共产党员网.   [2025-03-17].
81. ↑  王战 田玉珏 桑熙. .   [2025-03-17].
82. ↑  . 文汇报.   [2025-03-17].
83. ↑  欣华. . 京华网 (网易). 2007-12-23  [2008-06-12]. （原始内容存档于2007-12-29） （中文（简体））.
84. ↑  . 全国人大官网. 2008-01-29  [2008-01-30]. （原始内容存档于2008-02-09） （中文（简体））.
85. ↑  . 新华网. 2008-03-15  [2009-04-12]. （原始内容存档于2008-09-22） （中文（简体））.
86. ↑  . 新华网. 2010-10-18  [2010-10-18]. （原始内容存档于2010-10-21） （中文（简体））.
87. ↑  . News.xinhuanet.com. 2010-10-28  [2017-05-23]. （原始内容存档于2010-12-01）.
88. ↑  . News.163.com. 2012-11-15  [2017-05-23]. （原始内容存档于2017-08-02）.
89. ↑  . Open.com.hk. 2012-09-03  [2017-05-23]. （原始内容存档于2017-06-30）.
90. ↑  王滔. . 凤凰网. 2012-11-15  [2019-03-14]. （原始内容存档于2019-04-24）. 习近平:"为了党和国家事业的继往开来，胡锦涛同志和吴邦国同志、温家宝同志、贾庆林同志、李长春同志、贺国强同志、周永康同志和其他中央领导同志，带头离开了党中央领导岗位，体现了崇高品德和高风亮节，让我们向他们表示崇高的敬意。"
91. ↑  . 蘋果日報. 2012-11-16  [2019-03-14]. （原始内容存档于2019-03-07）.
92. ↑  Celia Hatton. . Bbc.co.uk. 2013-03-14  [2017-05-23]. （原始内容存档于2017-08-11）.
93. ↑  . 人民网. 2016-10-27  [2016-11-03]. （原始内容存档于2016-10-27）.
94. ↑  . 联合早报. 2024-03-05  [2024-03-06] （中文）.
95. ↑  . 德国之声中文网.   [2016-11-03]. （原始内容存档于2016-11-04）. 中共十八届六中全会将于10月24日在北京召开。目前外界关注的焦点是涉及未来人事变动的权力格局，以及中国经济的下一步改革与转型。对于加州大学圣地亚哥分校中国经济问题专家诺顿（Barry Naughton）来说，这两个问题是密切相关的。这位美国学者在一份关于"中央经济决策"问题的报告中指出，
96. ↑  . 中国新闻网.   [2013-09-28]. （原始内容存档于2013-10-03）.
97. ↑  . ETtoday新聞雲. 2018-11-04  [2018-11-06]. （原始内容存档于2018-11-06） （中文）.
98. ↑  . 新浪新聞.   [2020-07-03]. （原始内容存档于2015-07-10）.
99. ↑  . 新华社. 2016-12-16  [2022-08-10]. （原始内容存档于2022-08-10） （中文（中国大陆））.
100. ↑  粤港澳大湾区建设领导小组将开首次会议 韩正任组长 （页面存档备份，存于） 2018-08-14 21世纪经济报道(广州)
101. ↑  .   [2020-07-03]. （原始内容存档于2020-07-17）.
102. ↑  . www.gov.cn.   [2023-05-17]. （原始内容存档于2021-05-07）.
103. ↑  . www.gov.cn.   [2023-05-17]. （原始内容存档于2023-05-20）.
104. ↑  . 澎湃新闻. 2017-11-23  [2017-11-23]. （原始内容存档于2017-11-24）.
105. ↑  . 东方早报(上海). 2015-11-06  [2016-06-29]. （原始内容存档于2016-08-13） （中文（简体））.
106. ↑  京华时报. . 中国新闻网. 北京.   [2020-07-03]. （原始内容存档于2020-07-17） （中文（简体））.
107. ↑  陈甫. . 观察者网. 上海.   [2020-07-03]. （原始内容存档于2020-07-17） （中文（简体））.
108. ↑  . 搜狐网. 2017-01-23  [2017-12-04]. （原始内容存档于2017-12-10） （中文（简体））.
109. ↑  . 中央纪委监察部网站. 2017-07-24  [2017-07-24]. （原始内容存档于2017-07-26）.
110. ↑  . 新华网. 2017-07-24  [2017-07-24]. （原始内容存档于2017-08-12）.
111. ↑  . Interpret: China.   [2024-08-16]. （原始内容存档于2024-11-07） （美国英语）.
112. 1 2  . 明報新聞網. 2017-10-25  [2017-10-25]. （原始内容存档于2017-10-25）. 十九大代表陳永忠：「很少人得票特別低，習近平、李克強全票當選，絕大多數的委員都是高票當選。」
113. ↑  . 新华网. 2017-10-24  [2017-10-25]. （原始内容存档于2017-12-31）.
114. ↑  張樵蘇. . 新华网. 2018-03-17  [2018-03-17]. （原始内容存档于2018-03-17）.
115. ↑  . 新华网. 2018-02-25  [2018-02-25]. （原始内容存档于2018-03-10） （英语）.
116. ↑  . 蘋果日報. 2018-02-26  [2018-02-26]. （原始内容存档于2018-04-07）.
117. 1 2  . 网易. 2018-02-28  [2018-02-28]. （原始内容存档于2018-03-10）.
118. ↑  . 多维新闻网. 2018-03-17  [2018-03-18]. （原始内容存档于2018-03-18）.
119. ↑  . 新华网. 2017-10-27  [2018-03-21]. （原始内容存档于2018-03-21）.
120. ↑  薛万博. . 中国共产党新闻网. 2018-01-25  [2018-01-25]. （原始内容存档于2019-01-06）.
121. ↑  . BBC News 中文. 2018-03-21  [2018-03-21]. （原始内容存档于2018-03-22）.
122. ↑  张宁 韩声江. . 澎湃新闻.   [2020-07-03]. （原始内容存档于2020-07-03）.
123. ↑  . 香港01.   [2022-05-16]. （原始内容存档于2022-05-22）.
124. ↑  . Reuters. 2021-11-10  [2022-08-02]. （原始内容存档于2022-01-21） （中文（中国大陆））.
125. ↑  . 联合早报. 2024-01-29  [2024-01-29]. （原始内容存档于2024-01-29）.
126. ↑  小山. . 法国国际广播电台. 2024-10-28. 根据行业数据、分析师和路透社看到的数据，中国正悄悄放松对私人辅导机构的监管压力，以重振低迷的经济，从而刺激三年前遭到政府打击严重、遭受重创的私人辅导行业开始复苏。
127. ↑  . 美國之音. 2024-10-28. 原因是中國經濟困難重重，失業率居高不下，中國政府為了增加就業、刺激經濟發展，突然悄悄放鬆了對此類公司的監管壓力。
128. ↑  . 新华网. 2021-02-25  [2021-05-24]. （原始内容存档于2021-02-27）.
129. ↑  . 新华网. 2020-10-29  [2020-10-29]. （原始内容存档于2020-12-11）.
130. ↑  . 中新网.   [2021-07-01]. （原始内容存档于2021-07-11）.
131. ↑  张苇杭. . 搜狐. 2019-04-23  [2020-07-03]. （原始内容存档于2020-07-17） （中文（简体））.
132. ↑  高孟阳. . m.news.cctv.com.   [2023-05-17]. （原始内容存档于2023-05-17）.
133. ↑  . BBC News 中文.   [2023-05-24]. （原始内容存档于2023-05-24） （中文（简体））.
134. ↑  https://www.abc.net.au/news/michael-walsh/7389584. . www.abc.net.au. 2019-12-19  [2023-05-24]. （原始内容存档于2023-05-24） （澳大利亚英语）.
135. ↑  Welle (www.dw.com), Deutsche. . DW.COM.   [2023-05-17]. （原始内容存档于2023-05-07） （中文（中国大陆））.
136. ↑  慕容雪村. . 《纽约时报》. 2015-01-19. （原始内容存档于2019-10-27） （中文）.
137. ↑  . 德国之声. 2014-02-10. （原始内容存档于2015-06-27） （中文）.
138. ↑  . 英国广播公司（BBC）. 2017-10-23. （原始内容存档于2019-04-22） （中文）.
139. ↑  许波. . 美国之音. 2018-01-17. （原始内容存档于2019-10-27） （中文）.
140. ↑  . 英国广播公司（BBC）. 2024-02-12  [2024-04-29]. （原始内容存档于2024-04-29） （中文）.
141. ↑  . Now新聞. 2019-11-26  [2024-12-31]. （原始内容存档于2024-09-09） （中文）.
142. ↑  . 紐約時報. 2020-07-01  [2024-12-31]. （原始内容存档于2023-04-10） （中文）.
143. ↑  . 英國廣播公司. 2020-01-11  [2024-12-31]. （原始内容存档于2020-01-11） （中文）.
144. ↑  . 美國之音. 2020-01-01  [2024-12-31]. （原始内容存档于2024-05-28） （中文）.
145. ↑  . 華爾街日報. 2022-08-04  [2024-12-31]. （原始内容存档于2024-12-31） （中文）.
146. ↑  . 英國廣播公司. 2020-09-21  [2024-12-31]. （原始内容存档于2025-01-14） （中文）.
147. ↑  . 關鍵評論網. 2022-08-14  [2024-12-31]. （原始内容存档于2022-12-03） （中文）.
148. ↑  . 中央通訊社. 2020-02-17  [2025-01-25]. （原始内容存档于2024-07-17） （中文（繁體））.
149. ↑  鍾仕. . 明報. 2020-02-17  [2020-02-17]. （原始内容存档于2020-02-21） （中文（香港））.
150. ↑  . 国务院办公厅. 2020-01-27  [2023-08-22]. （原始内容存档于2023-08-22）.
151. ↑  . 新华网. 2020-10-21  [2023-08-22]. （原始内容存档于2020-10-20）.
152. ↑  余俊杰. . 新华网. 2021-05-05  [2023-08-22]. （原始内容存档于2023-08-22）.
153. ↑  王鹏、白瀛. . 新华网. 2021-11-25  [2023-08-22]. （原始内容存档于2023-08-22）.
154. ↑  . 中央通訊社. 2022-05-05  [2022-05-05]. （原始内容存档于2022-05-06）.
155. ↑  安德烈. . 法國國際廣播電台. 2022-03-18  [2022-03-18]. （原始内容存档于2022-04-07）.
156. ↑  . 中央通訊社. 2022-06-29  [2022-06-29]. （原始内容存档于2022-10-16）.
157. ↑  . 香港01. 2023-03-20  [2023-03-23] （中文）.
158. ↑  .   [2022-07-19]. （原始内容存档于2022-07-22）.
159. ↑  . 新华网. 2022-09-12  [2022-09-12]. （原始内容存档于2023-03-11）.
160. ↑  . 新华网.   [2022-10-23]. （原始内容存档于2022-10-23）.
161. ↑  . 法國國際廣播電台. 2023-03-10  [2024-10-31] （中文）.
162. ↑  賴錦宏. . 世界新聞網. 2022-10-23  [2022-11-12]. （原始内容存档于2022-10-23）.
163. ↑  . 美國之音. 2022-10-22  [2022-10-22]. （原始内容存档于2022-11-05） （中文（简体））.
164. ↑  . 中央社 CNA. 2022-10-23  [2022-10-23]. （原始内容存档于2022-12-01） （中文（繁體））.
165. ↑  . www.12371.cn.   [2023-08-18]. （原始内容存档于2023-08-18）.
166. ↑  . Now新聞台. 2022-11-10  [2022-11-11]. （原始内容存档于2022-11-11）.
167. ↑  . BBC News. 2022-11-27  [2022-11-27]. （原始内容存档于2022-12-03） （英国英语）.
168. ↑  . NPR. 2022-11-27  [2022-11-27]. （原始内容存档于2022-11-28）.
169. ↑  曾子軒. . 遠見雜誌. 2022-12-02  [2024-11-17] （中文）.
170. ↑  . 南华早报. 2022-12-02  [2022-12-02]. （原始内容存档于2022-12-03） （英语）.
171. ↑  . 华尔街日报. 2022-12-03  [2022-12-05]. （原始内容存档于2023-03-11）.
172. ↑  . 紐約時報中文網. 2022-12-02  [2022-12-05]. （原始内容存档于2022-12-25）.
173. ↑  . 美国之音. 2022-12-04  [2022-12-05]. （原始内容存档于2022-12-18）.
174. ↑  . 观察者网. 2023-04-28  [2023-05-01]. （原始内容存档于2023-05-12）.
175. ↑  . pkms.edu.hk.   [2024-08-07]. （原始内容存档于2025-01-21）.
176. ↑  星島日報. . std.stheadline.com. 2024-08-07  [2024-08-07]. （原始内容存档于2024-12-01） （中文（香港））.
177. ↑  . www.mfa.gov.cn.   [2024-08-16]. （原始内容存档于2025-01-21）.
178. ↑  储百亮. . 纽约时报中文网. 2024-04-11  [2024-08-16]. （原始内容存档于2025-02-06） （中文（简体））.
179. ↑  . 观察者网.   [2024-04-19]. 原始内容存档于2024-05-25.
180. ↑  . www.news.cn.   [2024-08-07]. （原始内容存档于2024-12-01）.
181. ↑  . www.news.cn.   [2024-08-07]. （原始内容存档于2024-09-19）.
182. ↑  . 香港01. 2024-09-26  [2024-09-26].
183. ↑  . am730. 2024-09-26  [2024-09-26]. （原始内容存档于2024-09-27）.
184. 1 2  . BBC News 中文. 2023-03-26  [2023-04-12]. （原始内容存档于2023-06-13） （中文（简体））.
185. ↑  Welle (www.dw.com), Deutsche. . DW.COM.   [2023-04-12]. （原始内容存档于2023-05-13） （中文（中国大陆））.
186. ↑  Welle (www.dw.com), Deutsche. . DW.COM.   [2023-04-12]. （原始内容存档于2023-04-12） （中文（中国大陆））.
187. ↑  . paper.people.com.cn.   [2023-04-12]. （原始内容存档于2023-04-12）.
188. ↑  . www.fmprc.gov.cn.   [2023-04-12]. （原始内容存档于2023-05-21）.
189. ↑  Cohen, Roger. . 纽约时报中文网. 2023-04-10  [2023-04-12]. （原始内容存档于2023-05-24） （中文（简体））.
190. ↑  . 美国之音.   [2023-04-12]. （原始内容存档于2023-05-07） （中文）.
191. ↑  . RFI - 法国国际广播电台. 2023-05-16  [2023-05-16]. （原始内容存档于2023-05-21） （中文（简体））.
192. ↑  . 美国之音. 2023-05-13  [2023-05-16]. （原始内容存档于2023-05-20） （中文）.
193. ↑  Welle (www.dw.com), Deutsche. . DW.COM.   [2023-05-16]. （原始内容存档于2023-05-27） （中文（中国大陆））.
194. ↑  Welle (www.dw.com), Deutsche. . DW.COM.   [2023-06-15]. （原始内容存档于2023-06-14） （中文（中国大陆））.
195. ↑  . BBC News 中文.   [2023-04-12]. （原始内容存档于2023-03-14） （中文（简体））.
196. ↑  王月眉. . 纽约时报中文网. 2023-06-15  [2023-06-15]. （原始内容存档于2023-06-17） （中文（简体））.
197. ↑  . www.news.cn.   [2024-08-07]. （原始内容存档于2024-08-29）.
198. ↑  . www.news.cn.   [2024-08-07]. （原始内容存档于2024-08-07）.
199. ↑  . www.news.cn.   [2024-08-07]. （原始内容存档于2024-08-09）.
200. ↑  . www.news.cn.   [2024-08-07]. （原始内容存档于2024-12-01）.
201. ↑  . www.news.cn.   [2024-08-07]. （原始内容存档于2024-09-13）.
202. ↑  . 星島日報. 2024-11-17  [2024-11-25]. （原始内容存档于2024-12-24）.
203. ↑  . 香港01. 2024-11-25  [2024-11-25].
204. ↑  . 星島日報. 2024-11-24  [2024-11-25].
205. ↑  . 風傳媒. 2017-10-20  [2018-02-25]. （原始内容存档于2018-02-25）.
206. ↑  . 民視. 2015-05-04  [2018-02-25]. （原始内容存档于2018-01-27）.
207. ↑  . News.ltn.com.tw. 2017-09-03  [2018-03-14]. （原始内容存档于2018-01-12）.
208. ↑  . 福州广播电视台.   [2021-03-31]. （原始内容存档于2021-05-07）.
209. ↑  . 巴士的报.   [2021-03-31]. （原始内容存档于2021-05-07）.
210. ↑  姚奕. . 中国共产党新闻网.   [2020-05-19]. （原始内容存档于2020-06-03）.
211. ↑  . News.ifeng.com.   [2017-05-23]. （原始内容存档于2015-11-19）.
212. ↑  . News.ifeng.com.   [2017-05-23]. （原始内容存档于2017-08-12）.
213. ↑  账号. . News.163.com. 2012-02-20  [2017-05-23]. （原始内容存档于2017-04-14）.
214. ↑  .   [2015-04-02]. （原始内容存档于2020-12-05）.
215. ↑  . News.ifeng.com.   [2017-05-23]. （原始内容存档于2017-04-09）.
216. ↑  央视新闻. . 网易新闻.   [2020-05-19]. （原始内容存档于2020-06-03）.
217. ↑  . 郑州日报. 2013-09-10  [2019-12-07]. （原始内容存档于2019-12-07）.
218. ↑  . 中国西藏网.   [2020-05-17]. （原始内容存档于2021-04-02）.
219. ↑  楊中美：《習近平》 時報文化出版企業股份有限公司 ISBN 978-957-13-5453-8
220. ↑  . 人民网.   [2013-08-19]. （原始内容存档于2016-09-28）.
221. ↑  .   [2012-03-24]. （原始内容存档于2012-02-19）.
222. 1 2  . 环球人物杂志. 2011-07-05  [2011-07-28]. （原始内容存档于2011-07-09）.
223. ↑  .   [2012-11-20]. （原始内容存档于2012-11-23）.
224. ↑  Blake, Matt. . Dailymail.co.uk.   [2017-05-23]. （原始内容存档于2016-04-01）.
225. ↑  Higgins, Andrew. . Washingtonpost.com. 2012-05-19  [2017-05-23]. （原始内容存档于2017-07-31）.
226. ↑  . New Yorker. 2015-04-06  [2017-05-23]. （原始内容存档于2018-10-30）.
227. ↑  By M.r. Freda In Cambridge, Massachusetts. . dailymail.   [2017-05-23]. （原始内容存档于2016-06-05）.
228. ↑  .   [2014-03-25]. （原始内容存档于2014-05-12）.
229. ↑  習近平女兒哈佛畢業低調回國 （页面存档备份，存于），中时电子报
230. ↑  哈佛教授：习近平女儿已学成回国 （页面存档备份，存于），VOA
231. ↑  Gertz, Bill. . The Washington Times.   [2025-03-28] （美国英语）.
232. ↑  國家情報總監. . www.dni.gov.   [2025-03-28].
233. ↑  . RFI - 法国国际广播电台. 2010-12-07. （原始内容存档于2023-03-11） （中文（简体））.
234. ↑  . 中国数字时代. 2010-12-07  [2023-03-12]. （原始内容存档于2023-03-12） （中文（中国大陆））.
235. ↑  习近平. . 桂林监委官网.   [2023-05-27]. （原始内容存档于2023-05-27）.
236. ↑  . dw.com. 2022-05-25  [2023-04-14]. （原始内容存档于2023-04-22） （中文）.
237. ↑  Jon Huntsman. . 《時代雜誌》. 2014-04-23  [2014-08-06]. （原始内容存档于2014-08-06）.（英文）
238. ↑  . 杭州日报.   [2014-04-30]. （原始内容存档于2014-04-27）.
239. ↑  . Economist.com. 2017-10-14  [2018-03-14]. （原始内容存档于2018-03-13）.
240. ↑  . 蘋果日報. 2014-09-18  [2014-09-18]. （原始内容存档于2014-09-21）.
241. 1 2  . Deutsche Welle. 2014-09-08  [2014-09-18]. （原始内容存档于2014-09-13）.
242. ↑  . 福布斯. 2018-05-09  [2021-08-07]. （原始内容存档于2021-08-15） （日语）.
243. ↑  . 德国之声. 2020-07-17  [2021-07-10]. （原始内容存档于2021-07-23）.
244. ↑  . 法國廣播電台. 2020-12-05  [2021-04-05]. （原始内容存档于2021-05-07） （中文（繁體））.
245. ↑  . 2016-08-19  [2021-04-05]. （原始内容存档于2021-05-07） （中文（繁體））.
246. ↑  . Newtalk新聞. 2019-10-08  [2021-04-05]. （原始内容存档于2021-05-07） （中文（繁體））.
247. ↑  .   [2022-09-29]. （原始内容存档于2023-03-11）.
248. ↑  叶兵. . 美国之音. 2022-10-13  [2022-10-14]. （原始内容存档于2022-10-14）.
249. ↑  林育立. . 中央通訊社. 2020-05-09  [2020-05-09]. （原始内容存档于2020-05-09）.
250. ↑  小山. . 法國國際廣播電台. 2020-05-09  [2020-05-09]. （原始内容存档于2020-05-10）.
251. ↑  杰安迪, 储百亮. . 纽约时报中文网. 2015-03-08  [2015-03-09]. （原始内容存档于2015-03-10） （中文）.
252. ↑  . 美国之音. 2020-07-24  [2020-07-24]. （原始内容存档于2020-07-24）.
253. ↑  美国之音. . 美国之音.   [2017-09-04]. （原始内容存档于2017-09-05） （中文）.
254. ↑  . BBC. 2022-10-26  [2022-12-26]. （原始内容存档于2022-12-26）.
255. ↑  . BBC News 中文. 2021-02-08  [2021-02-09]. （原始内容存档于2021-02-11） （中文（繁體））.
256. ↑  . 聯合報. 2021-05-02  [2021-08-20]. （原始内容存档于2021-08-20） （中文（繁體））.
257. ↑  . 纽约时报中文网. 2022-10-18  [2022-10-18]. （原始内容存档于2023-01-22） （中文（简体））.
258. ↑  . VOA. 2022-12-24  [2022-12-30]. （原始内容存档于2023-01-04） （中文（简体））.
259. ↑  . RFI. 2022-12-26  [2022-12-26]. （原始内容存档于2022-12-28） （中文（简体））.
260. ↑  . VOA. 2022-12-27  [2022-12-30]. （原始内容存档于2022-12-31） （中文（简体））.
261. ↑  . 自由時報.   [2019-10-16]. （原始内容存档于2019-07-19） （中文（臺灣））.
262. ↑  . 蘋果日報. 2018-04-17. （原始内容存档于2018-04-17）. 李銳接受外媒專訪，公開批評中共總書記習近平上台以來展現的文化水平低劣，直言：「我那個時候不曉得他文化程度那麼低，你們知道吧？他小學程度。」
263. ↑  . 法國國際廣播電台.   [2023-11-02]. （原始内容存档于2024-03-06） （中文（简体））.
264. ↑  海彦. . 美国: 美国之音. 2019年4月3日  [2019年5月28日]. （原始内容存档于2019年5月28日）. “我在中国发表演讲，习近平主席是个强人。我称呼他为国王。他说，但我不是国王，我是主席。我说不对，你是终身主席，所以你是国王。他说‘嗯’。哈，他喜欢我叫他为国王。我和他相處得很好。”（I was in China making a speech, President Xi who is a strongman, I call him King, he said but I am not King I am President, I said no you're President-for-life, and therefore the King. He said huh, huh, he liked that. I call him King, I get along with him.）
265. ↑  中央通訊社. . 中央社 CNA. 2023-06-22  [2024-01-05]. （原始内容存档于2025-01-14） （中文（臺灣））.
266. ↑  . 德国之声中文网. 2023-06-21  [2023-06-25]. （原始内容存档于2023-06-21）.
267. ↑  . 早报. 2023-06-21  [2023-06-21]. （原始内容存档于2023-06-21） （中文）.
268. ↑  . BBC中文網. 2023-06-22  [2023-06-25]. （原始内容存档于2023-06-24）.
269. ↑  . VOA. 2023-06-25. （原始内容存档于2023-07-01）.
270. ↑  . BBC中文網. 2018-07-20  [2023-10-20]. （原始内容存档于2023-06-24）.
271. ↑  . 路透社.   [2023-11-16]. （原始内容存档于2023-11-16）. U.S. President Joe Biden and Chinese leader Xi Jinping agreed on Wednesday to resume military-to-military communications and cooperate on anti-drug policies...
272. ↑  . 聯合新聞網. 2023-11-16  [2023-11-17]. （原始内容存档于2023-11-16）.
273. ↑  . 中央通訊社. 2023-11-16  [2023-11-17]. （原始内容存档于2023-11-18）.
274. ↑  . RFI - 法国国际广播电台. 2023-09-15  [2023-09-16]. （原始内容存档于2023-10-10） （中文）.
275. ↑  . RFI - 法国国际广播电台. 2023-09-18  [2023-09-19]. （原始内容存档于2023-10-10） （中文）.
276. ↑  .   [2023-09-19]. （原始内容存档于2023-06-29） （中文）.
277. ↑  .   [2023-10-19]. （原始内容存档于2023-10-20） （中文）.
278. ↑  .   [2023-10-19]. （原始内容存档于2023-10-31） （中文）.
279. ↑  . chinadigitaltimes.net.   [2022-11-28]. （原始内容存档于2022-12-25）.
280. ↑  . RFI - 法国国际广播电台. 2016-09-06  [2022-11-27]. （原始内容存档于2022-11-27） （中文（简体））.
281. ↑  ,   [2023-03-12], （原始内容存档于2023-05-06） （中文（中国大陆））
282. ↑  . Radio Free Asia.   [2023-03-12]. （原始内容存档于2023-05-10） （中文（中国大陆））.
283. ↑  .   [2023-07-17]. （原始内容存档于2023-10-05）.
284. ↑  爱未来. . 中国数字时代. 2021-03-23  [2022-11-27]. （原始内容存档于2022-12-07） （中文（中国大陆））.
285. ↑  . 美国之音.   [2023-02-06]. （原始内容存档于2023-02-06） （中文）.
286. ↑  . 星岛日报. 2023-11-19  [2024-10-16]. （原始内容存档于2024-12-05）.
287. 1 2 3 4 5 6 7 8 9 10  李仕权. . 人民日报.   [2018-07-22]. （原始内容存档于2018-07-22）.
288. 1 2 3 4 5  中国新闻网. .   [2018-07-22]. （原始内容存档于2018-07-22）.
289. ↑  . 央视网.   [2018-07-22]. （原始内容存档于2018-07-26）.
290. ↑  . 新华社.   [2018-07-22]. （原始内容存档于2018-07-22）.
291. ↑  新华网. . 2018-12-03  [2018-12-04]. （原始内容存档于2018-12-04）.
292. ↑  中华人民共和国外交部. . 2019-06-13  [2019-06-14]. （原始内容存档于2020-11-09）.
293. ↑  郝方甲; 骆珺. . www.xinhuanet.com. 2019-06-16  [2019-06-16]. （原始内容存档于2019-06-16）.
294. ↑  . 香港01. 2022-09-14  [2022-10-24]. （原始内容存档于2022-10-24） （中文（香港））.
295. ↑  . Sing Tao Daily 星島日報加拿大. 2022-09-15  [2022-10-24]. （原始内容存档于2022-10-26） （中文（臺灣））.
296. ↑  . www.mfa.gov.cn.   [2019-06-07]. （原始内容存档于2019-06-07）.
297. ↑  中国之声. . 上观新闻. 2018-11-29  [2019-06-07]. （原始内容存档于2019-06-07） （中文（中国大陆））.
298. ↑  阿妮塔·鲍威尔. . 美国之音. 2019-04-12  [2019-04-14]. （原始内容存档于2019-04-12）.
299. ↑  丁力. . 美国之音. 2019-04-13  [2019-04-14]. （原始内容存档于2019-04-13）.
300. ↑  . 新华网. 2019-06-07  [2019-06-07]. （原始内容存档于2019-06-07）.
301. ↑  . صدى البلد. 2022-12-08  [2022-12-08]. （原始内容存档于2022-12-12）.
302. ↑  . 澎湃. 2017-08-17  [2020-06-16]. （原始内容存档于2020-06-17）.
303. ↑  . 中文导报. 2018-03-26  [2020-06-16]. （原始内容存档于2020-06-17）.